# Effort sur une voile

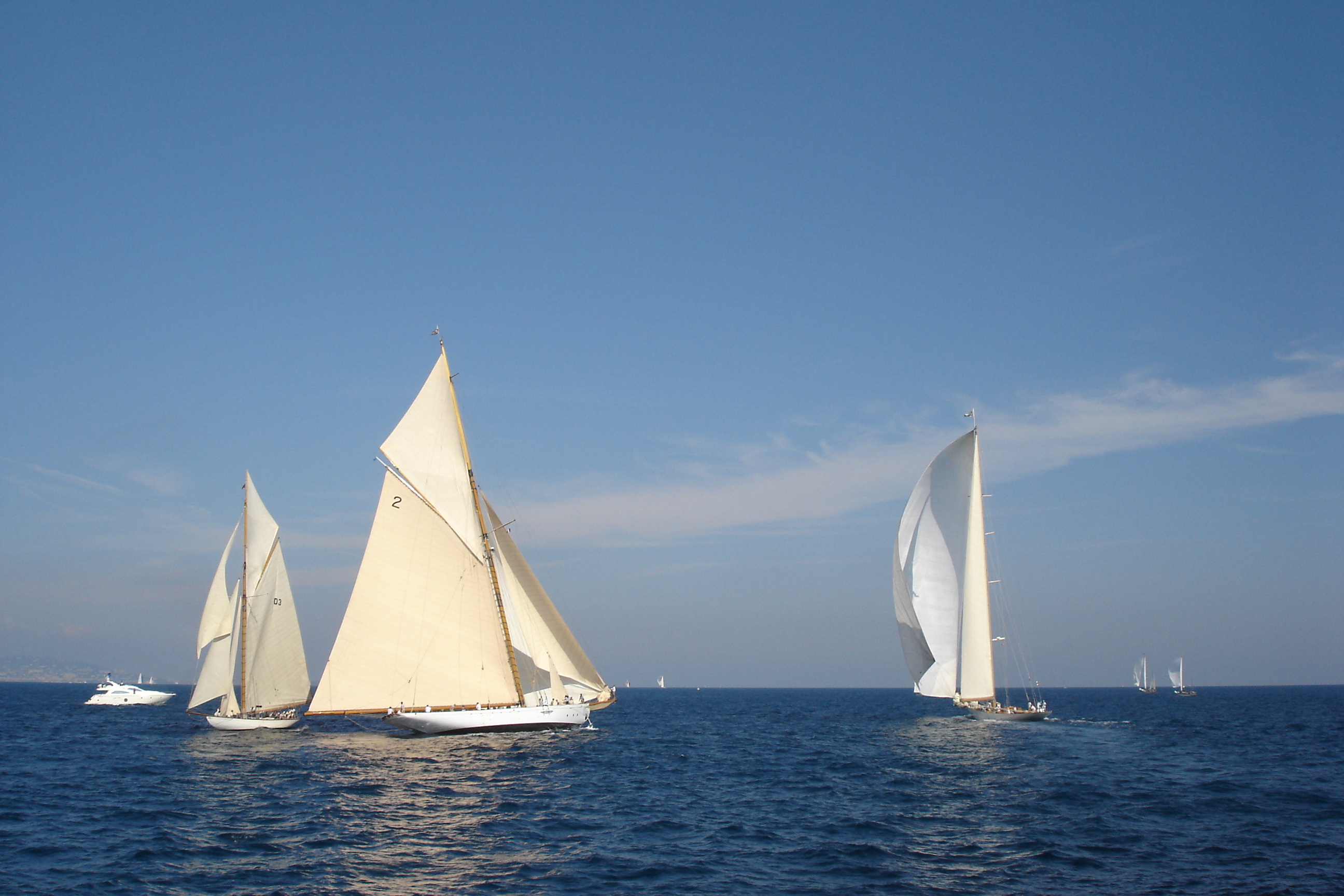
Exemple d'effort du vent sur différents types de voile de voiliers classiques lors d'une régate à Cannes en 2006.

L'effort du vent sur la voile, appelé poussée vélique, est l'ensemble des conditions du transfert d'énergie ou quantité de mouvement entre le vent et le bateau qui, pour un vent donné, dépendent de la voile, de ses caractéristiques, de sa position et plus généralement de la qualité de son emploi. L'optimisation des efforts par le marin est la base de la navigation à voile, optimisation pratique qui est l'aboutissement de celle qui a présidé à la conception de la voile dans sa forme, sa taille et sa composition.

## Introduction
Le principe d'une voile est de récupérer l'énergie du vent et de la transmettre au bateau. La voile redirige l'air arrivant sur elle dans une autre direction, et, en vertu de la conservation de la quantité de mouvement, une force est créée sur la voile,,. Les éléments à calculer sont l'effort du vent sur la voile, appelée poussée vélique, et le lieu d'application de cet effort ou point vélique, point mouvant et, pour cette raison, défini par la détermination de ses coefficients de moments, plutôt que par un « centre de poussée ».
Le calcul vélique est essentiel pour bien concevoir un bateau à voile (stabilité du navire...). La modélisation d'une voile, c'est-à-dire le calcul de l'écoulement du vent sur cette voile, est fondée sur le calcul intégral. Le calcul relève du domaine de l'aérodynamique et de la mécanique des fluides. La conception et l'étude d'une voile de bateau repose sur les modèles d'aéroélasticité, combinaison de la mécanique des fluides numérique et des calculs de structure. Les résultats sont néanmoins corrigés par la réalité,.
Les voileries ont désormais plusieurs solutions pour concevoir leurs voiles : les tests grandeur nature, les essais en soufflerie, la simulation numérique ou encore un mixte des solutions précédentes. Néanmoins, un certain nombre de paramètres sont écartés à la conception,,,.
L'article se concentrera sur l'interaction des trois éléments suivants : une mer plus ou moins plate ; du vent plus ou moins constant ; et un jeu de voile

## Point vélique
Le lieu d'application de l'effort du vent sur une voile est nommé point vélique de la voile. Le point vélique en première approximation est le centre géométrique (ou centre de gravité) de la voile. Dans la réalité, la voile prend une forme de ballon ou d'aile. Si la forme de la voile est stable, alors le point vélique sera stable. Sur une voile de hunier et par vent arrière, le point d'application remonte un peu vers la vergue (le haut), suivant la tension des écoutes et du tangon. Sur une voile de génois et à l'allure du près, le point d'application remonte vers le guindant (avant du bateau) de 10 à 15 %.

### Corde de la voile
La corde est une droite fictive reliant le guindant à la chute (du bord d'attaque au bord de fuite). La notion de corde permet d'approcher plus précisément la position du point vélique. L'effort ou poussée vélique est sensiblement perpendiculaire à la corde et est placé au maximum du creux de la voile.

## Poussée vélique
La mécanique des fluides considère l'air comme un milieu continu. Le mouvement désordonné des particules est moyenné et seul le comportement mésoscopique est considéré. On peut ainsi considérer l'air au repos comme n'ayant pas de mouvement macroscopique perceptible malgré le mouvement perpétuel de ses molécules.
Le mouvement de l'air est communément appelé vent. Dans le cas d'un voilier, le vent en haut de la voile est différent de celui d'en bas. Cette différence s'explique par ce que l'on appelle la couche limite atmosphérique. Au contact de la mer, le vent est stoppé. Rapidement, il prend de la vitesse avec l'altitude selon un profil logarithmique. Si le bateau avance, l'angle du vent apparent évolue également avec la hauteur.

### Rôle de la pression atmosphérique
Comme une voile a deux faces, la pression atmosphérique va s'exercer des deux côtés. Finalement, les deux pressions s'équilibrent parfaitement, la voile ne bouge pas. On peut donc négliger de l'inclure dans les calculs et travailler avec une pression de référence arbitraire.

### Rôle du vent

Écoulement autour d'une voile rigide comme un AC72

Suivant la configuration de la voile, voici ce qui arrive à un flux soumis à l'influence d'une voile :
- la voile est colinéaire à l'axe du vent (par exemple face au vent), elle ne présente au vent que son épaisseur (celle du tissu), l'air perd de la vitesse au contact de la voile mais n'est globalement que faiblement perturbé. La composante pression de la force globale est négligeable (uniquement sur l'épaisseur de la voile).
- la voile est perpendiculaire à l'axe du vent (par exemple au vent arrière), le flux d'air doit contourner la voile. Ce contournement est très désordonné et ralenti fortement le flux d'air dans les régions. Un différentiel de pression existe alors entre l'intrados et l'extrados induisant une force sur la voile. La composante visqueuse de la force globale est négligeable (uniquement sur l'épaisseur de la voile).
- la voile a une incidence comprise entre 0° et 90° par rapport à l'axe du vent, le flux d'air est redirigé et ralenti et a alors une composante de ces deux forces. Il existe un angle de décrochage, qui dépend de la nature du profil, où le flux perd sa cohérence et devient très turbulent sur l'extrados du profil.

Le choc de la parcelle d'air sur la voile fait reculer la voile. Le choc ne déplace que très peu la voile sur le côté. L'effort est quasiment perpendiculaire à la surface de la voile.

### Intensité de l'effort
Lorsque le flux d'air transite autour d'un profil, il crée une surpression sur l'intrados et une dépression sur l'extrados. Cette différence de pression intégrée sur la surface de la voile donne une force.
La force : {\displaystyle F\,} en newtons (N) agissant sur une voile vaut :
{\displaystyle F\,={\frac {1}{2}}\rho SV^{2}C\,}
avec
- {\displaystyle \rho \,} : masse volumique du fluide
- {\displaystyle S} : surface de référence en m2
- {\displaystyle V} : vitesse en m/s
- {\displaystyle C\,} = coefficient aérodynamique (nombre sans dimension)

Cette formule, issue de l'analyse dimensionnelle et identique à celle de la traînée, est valable dans tout système d'unités cohérent. Il faut noter qu'elle ne dit pas que la portance est proportionnelle au carré de la vitesse. Seuls des essais peuvent le confirmer, ou l'infirmer, dans un cas particulier. Elle définit un cadre cohérent pour exprimer les résultats de ces essais, le coefficient sans dimensions étant défini comme une fonction d'autres nombres sans dimensions.
On note parfois {\displaystyle F_{z}=q\cdot S\cdot C\,} où {\displaystyle q} est la pression dynamique : {\displaystyle {\frac {\rho V^{2}}{2}}}
La voile se déforme sous l'effet du vent et prend une forme nommée profil. Lorsque l'écoulement de l'air autour de ce profil est laminaire, le facteur dépression face sous le vent devient déterminant. Cet effet est alors appelé portance. Les études et la théorie établissent que pour une voile que la dépression sur l'extrados est d'amplitude deux fois plus importante que la surpression sur l'intrados.

### Décomposition de la force: introduction de la notion de portance et de traînée

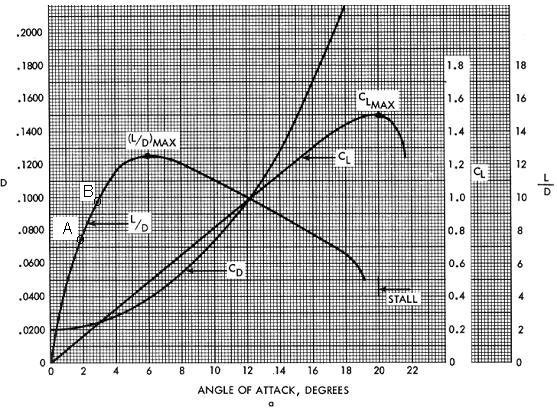
Diagramme type d'un profil représentant l'évolution de la traînée et de la portance suivant l'incidence. La portance latérale n'est quasiment jamais représentée car le profil est assimilé à un profil d'allongement infini donc les valeurs mesurées sont faibles.

Lorsque l'on travaille avec des forces évoluant dans l'espace, il convient de définir un repère :
- {\displaystyle {\vec {x}}} : l'axe du vent ;
- {\displaystyle {\vec {y}}} : l'axe perpendiculaire au vent et l'allongement ;
- {\displaystyle {\vec {z}}} : l'axe de l'allongement.

La force créée par l'écoulement autour d'une voile peut alors être projetée sur ces trois axes,, : {\displaystyle {\vec {F}}={\vec {F_{x}}}+{\vec {F_{y}}}+{\vec {F_{z}}}}.
avec,
- {\displaystyle {\vec {F}}_{x}} : la traînée. Cette force est néfaste à l'avancement du bateau. Les voiliers cherchent donc à la réduire au minimum.;
- {\displaystyle {\vec {F}}_{y}} : la portance. C'est la force propulsive du profil. ;
- {\displaystyle {\vec {F}}_{z}} : la portance latérale. Cette force est très faible comparée aux deux autres. Néanmoins, dans le cas notamment d'un spinnaker, cette force permet d'éviter l'enfournement[Note 16].

De même, le coefficient aérodynamique {\displaystyle C} peut être séparé selon ces trois mêmes composantes, même si le plus souvent seuls le coefficient de traînée {\displaystyle C_{x}} et le coefficient de portance {\displaystyle C_{y}} sont étudiés. Ils sont notés dans la littérature anglo-saxonne respectivement {\displaystyle C_{D}} et {\displaystyle C_{L}}

## Effet de la portance
L'étude de l'effet de la portance permet de comparer les cas avec et sans portance. L'exemple type est une voile à corne. La voile est approximativement rectangulaire et est en position verticale. La voile a une surface de 10 m2, avec 2,5 m de bordure par 4 m de guindant. Le vent apparent est de 8,3 m/s (environ 30 km/h). Le bateau est supposé à vitesse uniforme, pas de vague. Il ne gîte pas, ne tangue pas. La masse volumique de l'air est fixée à : {\displaystyle \rho } = 1,2 kg/m3

### Voile en écoulement décroché
Le voilier est par vent arrière. La forme de la voile est approximée par un plan perpendiculaire au vent apparent.
L'effet dépression sur la voile est du second ordre, donc négligeable, il reste :
- sur la face au vent, les efforts sont la pression atmosphérique et la pression due au vent
- sur la face sous le vent, il ne reste que la pression atmosphérique

Les efforts de pression atmosphérique s'annulent. Il ne reste que la pression produite par le vent.
Grosso modo, les chocs des molécules sur la voile transmettent quasiment toute leur énergie due au vent sur 90 % de la surface de la voile. Cela revient à dire que le Cz ou coefficient de portance aérodynamique est égal à 0,9.
{\displaystyle F={\frac {1}{2}}\times 1{,}2\times 10\times 0{,}9\times 8{,}3^{2}=372\ \mathrm {newtons} }
D'autre part, le vent sur la voile peut être assimilé à un jet d’air frappant une voile. La voile joue le rôle de déflecteur, et le vent change alors de direction. Dans ce cas, il suffit d'appliquer le théorème de l'impulsion. Une voile offrant une incidence {\displaystyle \alpha } avec le vent, l'effort sur la voile varie alors avec l'angle de façon sinusoïdale,,,.
Si elle fait un angle {\displaystyle \alpha } la force appliquée sera {\displaystyle F=\rho \times V^{2}\times S_{air}\times \cos \left({\frac {\pi }{2}}-\alpha \right)}, ,
Or à 90° d'incidence par vent arrière, la force est maximale et {\displaystyle S=S_{air}} d’où {\displaystyle F=\rho \times V^{2}\times S}, il est déduit que {\displaystyle C_{traine}=2=C_{traine_{max}}}.
Dans la réalité, {\displaystyle C_{traine_{max}}} est variable suivant les profils, le coefficient varie en gros entre 1 et 2. Le chiffre de deux est un chiffre correct pour certains profils rigides et autour de un est un chiffre correct pour une voile.

### Voile en écoulement attaché
Le voilier est au près. Le vent a un angle d'incidence d'environ 15° avec la corde de la voile.
Du fait du réglage de la voile à 15° par rapport au vent apparent, la courbure (cambrure) de la voile crée un effet de portance. Autrement dit, l'effet de dépression de la face sous le vent n'est plus à négliger. Comme les efforts de pression atmosphérique s'annulent, les efforts restants sont :
- sur la face au vent, la pression due au vent,
- sur la face sous le vent, la dépression due au vent.

La seule inconnue est le coefficient aérodynamique qu'il faut estimer. Or la cambrure que prend une voile bien réglée est proche de l'extrados d'un profil NACA 0012,. Une voile moins bien réglée ou de technologie plus ancienne (vieux gréement), sera plus creuse : la cambrure du profil (le rapport de la flèche à la corde) sera plus grande. Le coefficient de portance aérodynamique sera plus élevé mais la voile sera moins performante (finesse plus faible). Les profils plus adaptés seraient des profils plus épais comme NACA 0015, NACA 0018.
Pour un profil donné, il existe des tables donnant le coefficient de portance du profil. Le coefficient de portance (Cz) dépend de plusieurs variables :
- l'incidence (angle : vent apparent/profil)
- la pente de portance de la voile, qui dépend de son allongement[30],
- de la rugosité de la surface et du nombre de Reynolds, qui influent sur l'écoulement du fluide (laminarité, turbulence).

Le coefficient est déterminé pour un fluide stable et uniforme, et un profil d'allongement infini.
Le nombre de Reynolds est : {\displaystyle \mathrm {Re} ={{\rho {\mathbf {\mathrm {U} } }L} \over {\mu }}={{{\mathbf {\mathrm {U} } }L} \over {\nu }}}
avec
- U - vitesse du fluide ou vent apparent [m/s]
- L - longueur caractéristique ou bordure de la voile [m]
- {\displaystyle \nu } - viscosité cinématique du fluide : {\displaystyle \nu =\eta /\rho } [m2/s]
- {\displaystyle \rho } - masse volumique de l'air [kg/m3]
- {\displaystyle \mu } - viscosité dynamique de l'air [Pa s]

soit pour notre voile {\displaystyle \mathrm {Re} =10^{6}} environ
Sous une incidence de 15° et un nombre de Reynolds à un million, le profil NACA0012 atteint un Cz de 1,5 au lieu de 0,9 ou 1 à 90° d'incidence.
{\displaystyle F={\frac {1}{2}}\times 1{,}2\times 10\times 1{,}5\times 8{,}3^{2}=620\ {\rm {newtons}}}
La portance a augmenté de 50 %. Cela correspond aussi sur l'écoute de voile une augmentation des efforts de 50 % pour le même vent apparent,.

### Contribution de la portance à l'avancement du navire

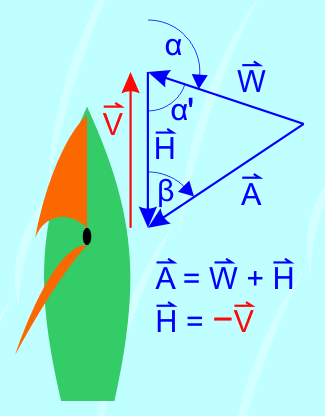
Schéma détaillé exposant les vecteurs vitesses bateau (V), vent (W) et vent apparent (A) pour une allure du bateau.

Dans le cas sans portance la direction du vent apparent est identique au vent. Si la direction prise par le navire est identique au vent, tout l'effort de la voile contribue à l'avancement du navire. Sans portance de la voile, le navire ne peut aller plus vite que le vent, et la force propulsive décroit au fur et à mesure que le navire se rapproche de la vitesse du vent pour devenir nulle.
Dans le cas avec portance, la voile a une incidence avec le vent apparent. Le vent apparent forme aussi un angle avec le vent. De même, le vent forme un angle avec la direction prise par le navire. L'effort de la voile ne contribue pas totalement à l'avancement du navire. Avec un voilier au près serré les conditions sont :
- un angle vent apparent/route (ou allure) du navire de 40 degrés
- la voile avec 20° d'incidence.

La portance ne participe pas totalement à l'avancement du navire, elle forme un angle de 40° soit la force propulsive n'est plus que de 76 % de sa valeur. Le restant soit 36 % est perpendiculaire au navire, et forme l'effort qui engendre la dérive du voilier.
Si pour la même voile avec la même vitesse de vent apparent, le coefficient de portance est de 1,5 au près et 1 en vent arrière, la partie de l'effort de la voile participant à l'avancement du navire reste supérieure de 15 % au cas sans portance.

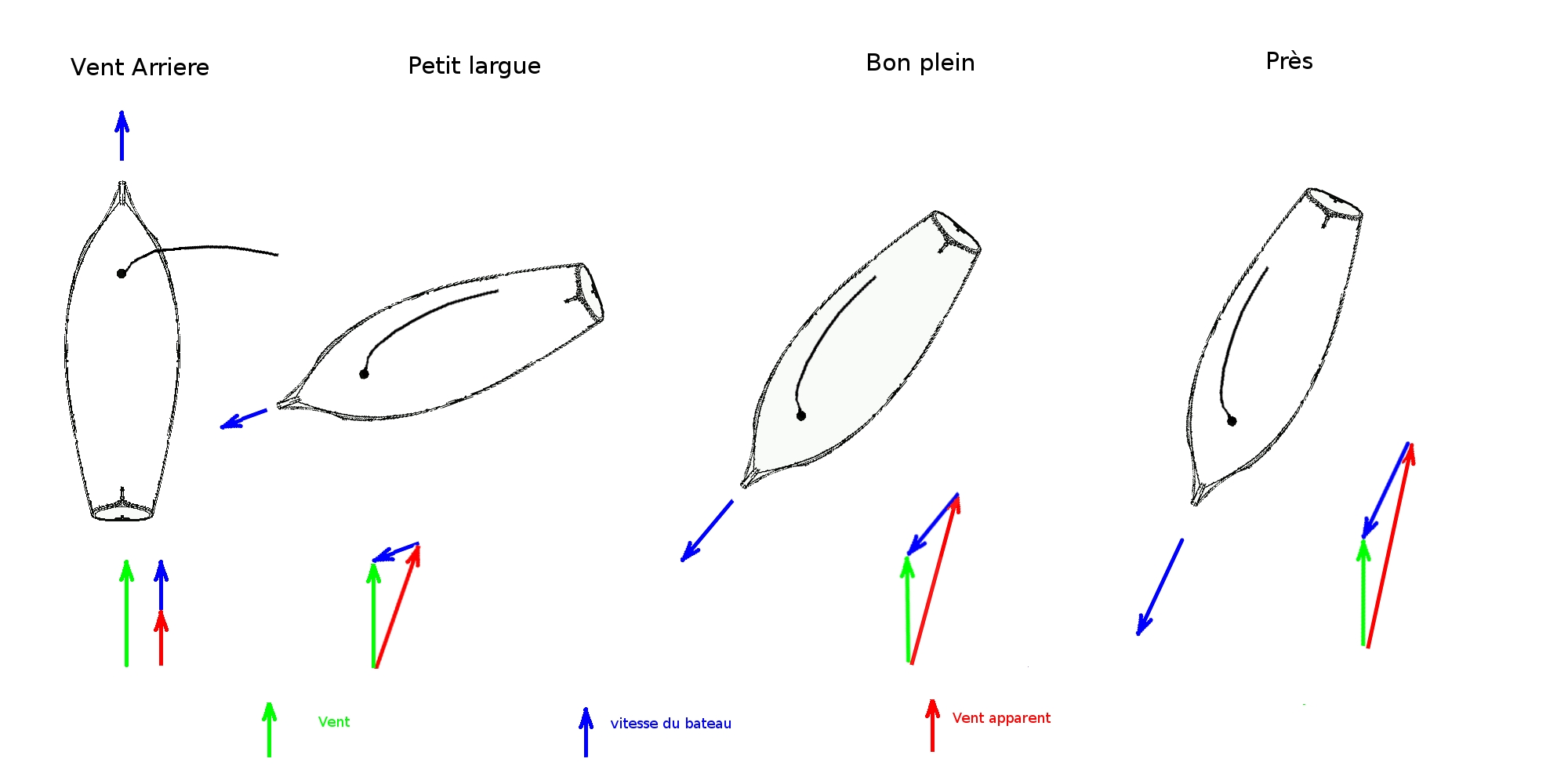
Schéma exposant les vecteurs vitesses bateau, vent et vent apparent suivant les allures du bateau.

Autre avantage, plus le bateau accélère plus le vent apparent augmente, plus l'effort de la voile augmente. À chaque augmentation de vitesse la direction du vent apparent bouge, il faut régler de nouveau la voile pour être à l'incidence optimale (portance maximum). Plus le navire accélère, plus l'angle "vent apparent et direction du navire" se rapproche, donc la poussée vélique est de moins en moins orientée en direction de l'avancement du navire, obligeant un changement de cap pour être de nouveau dans les conditions maximales de poussée vélique. Le navire peut donc aller plus vite que le vent. L'angle "direction du navire et vent" peut être assez faible, il en résulte que le navire peut être aux allures de près à travers. Le navire remonte au vent.

### Influence du vent apparent
Lorsqu'un navire se déplace, sa vitesse crée un vent relatif. Ce vent relatif se cumule au vent réel. Cette somme des deux vents est appelée vent apparent. Si le navire se déplace vent debout, les deux vents se cumulent ; le vent apparent est plus important que le vent réel. Par vent arrière, l'effet est inversé, les vents se retranchent ; le vent apparent est plus faible que le vent réel. Le cumul de ces deux vents peut donc, dans certains cas, augmenter les performances d'un voilier.

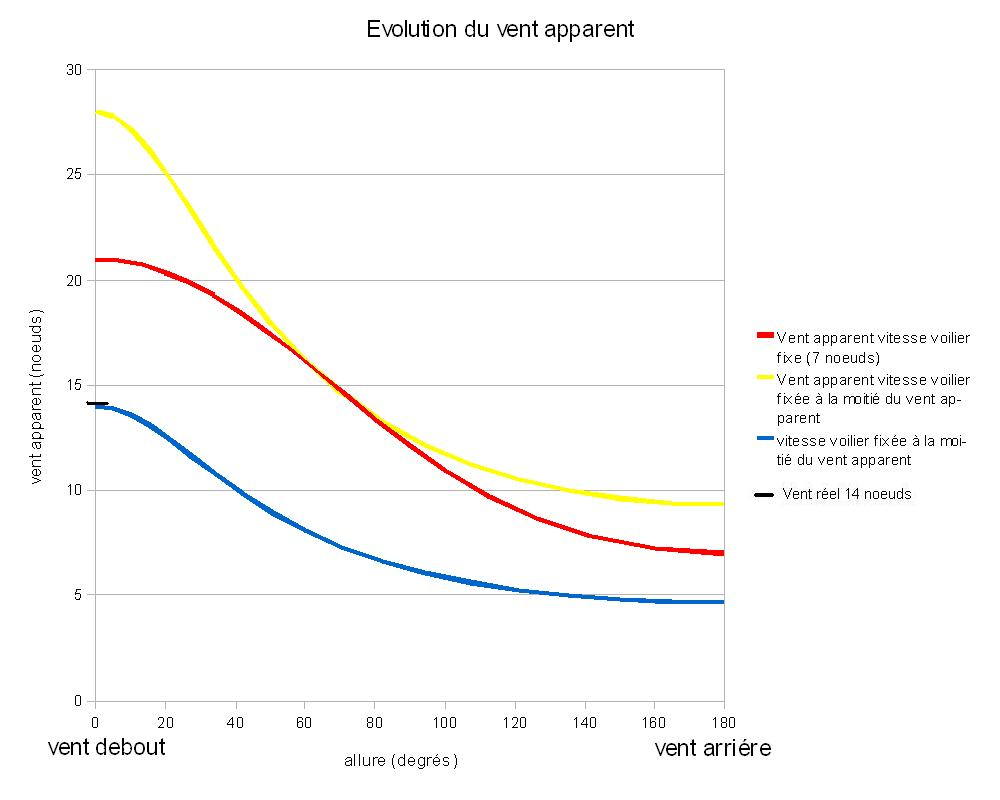
Évolution du vent apparent suivant l'allure du voilier

Le graphe ci-dessus décrit l'évolution du vent apparent suivant l'allure du voilier suivant deux cas. Le vent réel est fixé à 14 nœuds.
Dans le premier cas (courbe rouge), le voilier est à vitesse constante ici 7 nœuds. Ce cas se rencontre lorsque le bateau est à moteur ou lorsqu'un voilier à déplacement arrive à sa vitesse limite.
Dans le deuxième cas, le voilier n'est pas encore arrivé à sa vitesse limite. Pour simplifier, la performance (ou efficacité) du voilier ne varie pas suivant l'allure (direction du vent), ni la force du vent, ni ne dépend des voiles hissées ; elle est constante. La performance choisie est la suivante : le voilier est capable d'aller à la moitié du vent apparent, c'est-à-dire que le voilier va deux fois moins vite que le vent apparent. Bien sûr dans la réalité cette efficacité dépend des paramètres précédemment cités. Elle reste forcément inférieure au vent réel par vent arrière pour ensuite augmenter. Cette approximation reste assez réaliste pour les bateaux de plaisance, de loisirs (pêche, promenade), par-contre les voiliers de compétition arrivent à dépasser la vitesse du vent réel. Pour les plus performants tels que l'hydroptère, cette valeur atteint deux fois la vitesse du vent réel. En jaune est représentée la vitesse du vent apparent et en bleu la vitesse du navire.
À vitesse fixe du navire (courbe rouge), le vent apparent augmente progressivement. Le vent apparent dépasse le vent réel aux alentours de l'allure travers. Au près serré le vent apparent aura doublé. Vent debout, le vent apparent est 50 % plus élevé que le vent réel. Cet effet est donc non négligeable.
Dans le second cas (courbe jaune) le vent apparent augmente peu jusqu'au travers puis augmente rapidement, le phénomène est principalement localisé au près. Vent debout, le vent apparent aura doublé. Mais même avec une efficacité faible du voilier, le gain de vent est plus fort que dans le premier cas ; vent debout la vitesse du vent apparent est le double de la vitesse du vent réel, soit 100 % de gain. Le voilier vent debout serait donc aussi rapide que le vent réel. Ceci explique pourquoi, les voiliers sont optimisés au près (de travers à vent debout). Bien sûr ces vitesses ne sont pas atteintes car le voilier ne peut dépasser le près serré. Cet avantage peut être encore plus réduit, un voilier à faible performance comme un vieux gréement dépasse péniblement le bon plein.
Donc, deux phénomènes se cumulent :
- la vitesse du vent apparent au près est bien plus élevée qu'au portant;
- pour un même vent apparent, la portance apporte une poussée vélique supplémentaire de 15 % par rapport au cas vent arrière.

Conséquence pour un vent réel identique, le gain de poussée vélique (et de vitesse) au près dépasse largement le cas vent arrière.

### Influence de la tension de la voile sur la portance
Régler une voile consiste au réglage de deux paramètres :
- régler l'incidence, c'est-à-dire régler l'angle "vent apparent/voile" soit au maximum de puissance, soit au maximum de finesse (rapport portance/traînée). Comme le vent varie suivant l'altitude, cet angle varie en hauteur (vrillage aérodynamique)
- choisir le profil de la voile de maximum de puissance ou de finesse.

Une voile est généralement souple. Lorsque la voile fonctionne en mode portance, si une voile n'est pas gonflée et tendue correctement alors il existe des plis sur la voile. Ces plis forment une rupture du profil. L'air ne glisse plus le long de la voile, les filets d'air se décollent du profil, des zones de re-circulation apparaissent. Ces zones diminuent considérablement les performances de la voile. La voile dans notre propos sera donc considérée comme tendue et gonflée par le vent, pour éliminer tous les plis.
Un préliminaire important est à faire. Une voile souple peut être rigide ou élastique. Premier cas, la voile est rigide, c'est-à-dire la voile est composée de fibres qui ne s'allongent pas sous les efforts. Prenons l'exemple d'une voile composée d'un simple morceau de tissu. Une fois tendue, la voile est plate. La voile se gonfle par le vent. Si elle est insuffisamment tendue, la voile se creuse alors inévitablement. Il se crée des plis localisés aux points de fixation de la voile : point d'amure, d'écoute... Pour éviter les plis, il faut tendre la voile plus fortement. La tension peut être considérable pour éliminer tous les plis. En théorie, dans le cas infiniment rigide, il faut une tension infinie pour éliminer tous les plis. Donc, dans le cas rigide, si la voile est bien tendue, la forme une fois gonflée par le vent est unique. Creux et position du creux ne bougent pas.
Deuxième cas, la voile est élastique. La voile ne peut être infiniment élastique, la voile avec le moindre vent gonflerait indéfiniment. La voile est donc légèrement élastique. Reprenons notre voile plate. La voile est bien tendue et gonflée par le vent, les petits plis aux points d'attache de la voile disparaissent. La voile grâce à son élasticité se déforme légèrement à ses endroits de forte contrainte sur le tissu, ce qui élimine les plis. La voile n'est plus plate ! Autre conséquence, la voile grâce à son élasticité peut prendre plusieurs formes. En jouant sur la tension de la voile, la voile est plus ou moins creuse. Il est possible de faire varier la forme de la voile sans avoir de plis. Les formes possibles de la voile ne sont pas infinies, les formes sont intrinsèquement liées à la coupe de la voile (forme à "vide" de la voile). Donc, dans le cas élastique, il existe une "famille" de formes que peut prendre la voile; le creux et la position du creux bougent.
Dans la réalité, les voileries recherchent une grande rigidité de la voile pour que la forme de la voile une fois gonflée par le vent soit celle calculée par la voilerie. Il faut néanmoins une certaine élasticité à la voile pour qu'elle puisse changer de forme (Cf par exemple le vrillage de la voile). En effet, un profil est optimum pour une unique condition de mer et de vent. En changeant légèrement de forme, la voile est alors optimum pour une autre condition proche de vent et de mer. La voile élastique est donc optimum pour une "gamme" de conditions de vent et de mer. Bien sûr, plus la voile est rigide, plus la gamme est restreinte.
Le profil de la voile évolue suivant les réglages de la voile. À une incidence donnée, la voile peut prendre différentes formes. La forme dépend des tensions exercées sur la voile, essentiellement la tension exercée sur la chute via l'écoute. Autres tensions : au point d'amure, le cunningham, le pataras. Ces éléments permettent de décider d'une des formes possibles de la voile. Plus exactement, ils permettent de décider de la position du creux maximum sur la voile.
À chaque profil correspond une valeur adaptée du Cz. La position du creux le long de la corde offrant le plus de portance est à environ 40 % de la corde (bordure) en partant du guindant. Le profil sous le vent de la voile est alors assez proche de la série NACA 0012 (NACA 0015, NACA 0018, etc. suivant les possibilités de réglage).
La position du creux sur la voile et la cambrure ne sont pas indépendantes. Ces paramètres sont reliés entre eux par la forme de la coupe de la voile. C'est-à-dire, modifier la cambrure de la voile modifie aussi la position du creux de la voile.

#### Cambrure
Les courbes de portance (et traînée) en fonction et de l'angle d'attaque dépendent de la cambrure de la voile, c'est-à-dire de la forme plus ou moins prononcée du creux de la voile,.
Une voile à forte cambrure a un coefficient aérodynamique plus élevé, donc potentiellement un effort propulsif plus important. Par contre, le coefficient aérodynamique engendrant la gîte varie dans le même sens, donc il faudra suivant les allures trouver une cambrure de compromis entre un effort propulsif important et une gîte acceptable.

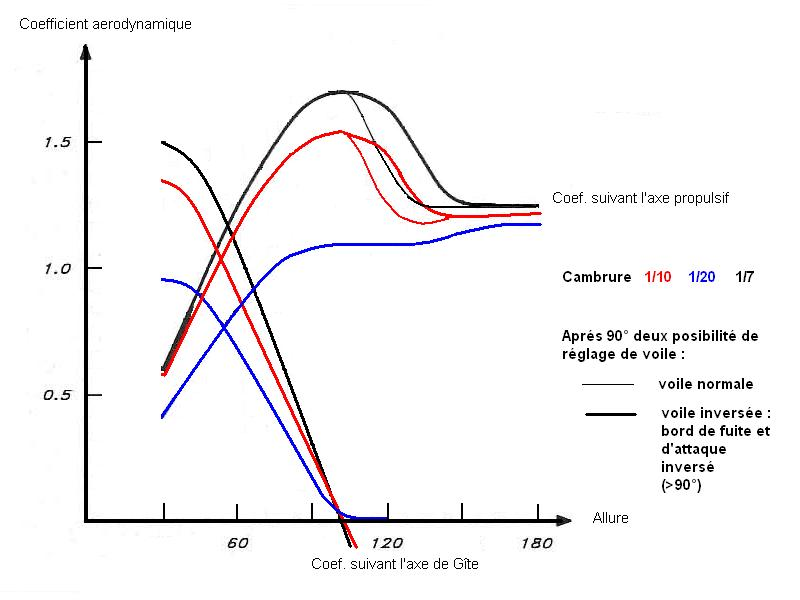
Évolution des coefficients aérodynamiques suivant la cambrure de la voile.

Il est à remarquer aussi qu'une voile trop fine (1/20), les performances se dégradent fortement. Il n'y a plus d'effet de portance, le coefficient propulsif plafonne autour de 1.

#### Position du creux
Les courbes de portance (et traînée) en fonction de l'angle d'attaque dépendent aussi de la position du creux de la voile, plus ou moins proche du guindant,.

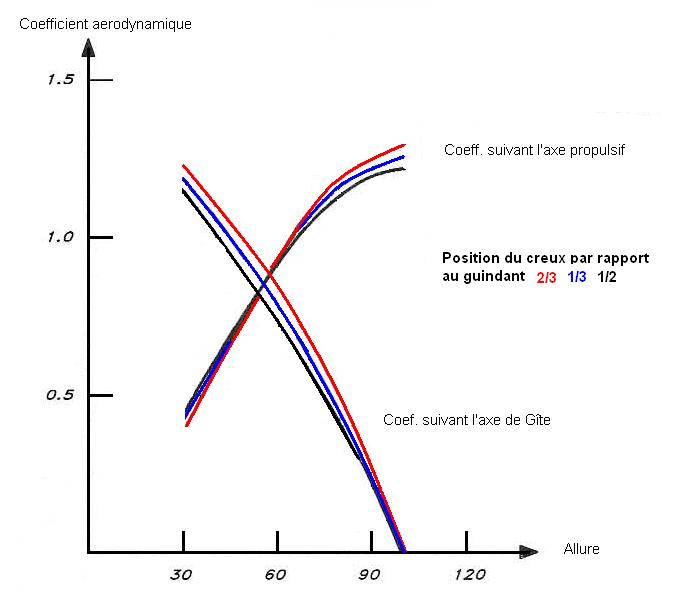
Évolution des coefficients aérodynamiques suivant la position du creux sur la voile.

### Influence de l'allongement de la voile sur la portance
Une voile ne génère malheureusement pas un effort parfaitement perpendiculaire à sa surface. Le choc reste quand même un peu sur le côté. Il n'est pas négligeable. Cet effort de côté, c'est-à-dire perpendiculaire à la portance, est nommé traînée.
La traînée a plusieurs origines :
- allongement de la voile
- les pertes par fortement
- les pertes de formes...

La traînée, dans le cas d'une voile, est due principalement à l'allongement de la voile nommé traînée induite. Cette traînée est liée à la portance, c'est pourquoi le monde scientifique par souci pratique, utilise une formule de la traînée similaire à celle de la portance. Dans cette formule seul le coefficient aérodynamique {\displaystyle \ Cx} noté {\displaystyle \ Ci} diffère. La traînée est aussi reportée sur les tables ou abaques donnant le coefficient de portance du profil. La formule de l'effort de traînée est :
{\displaystyle F={\frac {1}{2}}\times \rho \times S\times Ci\times V^{2}}
avec
F = la traînée, exprimée en newtons orientée perpendiculairement à la portance.
{\displaystyle \rho } (rhô) = masse volumique de l'air ({\displaystyle \rho } varie avec la température et la pression) ;
S = surface de référence ; c'est la surface de la voile en m2
Ci = coefficient aérodynamique de la traînée. Il est donné dans les tables de portance.
V = Vitesse de déplacement soit la vitesse du vent par rapport à la voile (vent apparent) en m/s.
La résolution des équations de Navier-Stokes permet une simulation complète de tous les types de traînées, mais la résolution de ces équations est pour l'instant "approchante" quoique les résultats partiels obtenus soient très bons (voir Cas de plusieurs voiles : résolution multidimensionnelle du problème). Ce paragraphe se réduira à la traînée d'allongement, pour les autres traînées, voir l'article traînée. Une voile n'est pas infiniment longue. Il existe donc des extrémités, dans notre cas de voile à corne :
- la bôme
- la corne.

Lorsque la voile propulse le navire, la face sous le vent est en dépression, la face au vent est en pression. Aux extrémités de la voile la dépression est en contact avec la pression. Naturellement les molécules d'air comprimées (beaucoup de chocs et fréquents) vont se précipiter dans la zone en dépression (peu de chocs et moins fréquents). La conséquence est que la zone en dépression a plus de molécules d'air que prévu donc la dépression est moins forte (plus de pression que prévu). De même la zone en pression a moins de molécules d'air que prévu donc la pression est moins forte. L'effet propulsif est moindre.
La distance entre la face sous le vent et la face au vent aux extrémités de la voile est très faible, une zone de pression aussi proche d'une zone de dépression, le mouvement de transfert des molécules d'une face de la voile à l'autre est très violent. Cela crée des turbulences importantes. Sur une voile bermudienne, la bordure et la chute sont les deux zones où ce phénomène existe. La traînée de la chute est incluse dans la traînée habituelle des courbes de portance où le profil est considéré comme infini (donc sans bordure). Par contre la traînée de la bordure est à calculer séparément. Cette perte d'efficacité de la voile à la bordure est nommée traînée induite.

#### Influence sur les coefficients aérodynamiques

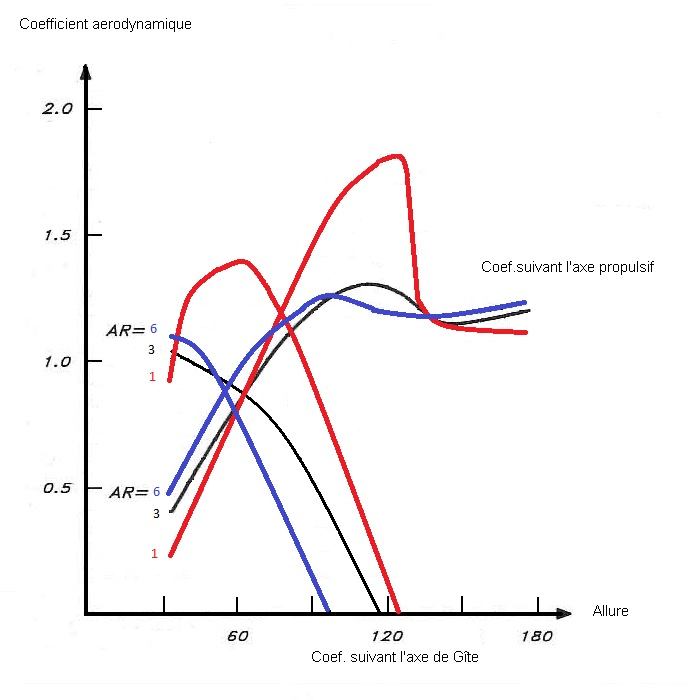
Influence de l'allongement de la voile sur ses performances aérodynamiques

La traînée induite est en relation directe avec la longueur des extrémités. Plus la corne est longue, plus la traînée induite est forte. Inversement une voile peut prendre des ris, c'est-à-dire que la surface de la voile se réduit sans que la longueur de la corne ne change. Cela signifie que la valeur de la traînée induite sera sensiblement la même. Pour une même longueur de corne, plus la voile est grande, plus le ratio traînée induite sur coefficient aérodynamique est faible. C'est-à-dire plus la voile est allongée, plus la traînée induite modifie faiblement la valeur du coefficient aérodynamique.

La forme courbe du mât ainsi que les lattes pour maintenir le profil courbe de la chute sont bien visibles sur cette photo d'une voile de planche à voile.

La traînée induite ne dépend que de l'allongement. L'allongement est défini :
{\displaystyle \lambda ={b^{2} \over S}}
avec
b est la longueur du guindant
S la surface de la voile.
La traînée induite est :
{\displaystyle Ci={{Cz^{2}} \over {\pi \times \lambda \times e}}}
Cz : coefficient de portance du profil
{\displaystyle \pi } (pi) : 3,1416
λ : allongement (sans dimension)
e : coefficient d'Oswald (inférieur à 1) qui dépend de la distribution de portance en envergure. "e" pourrait être égal à 1 pour une distribution de portance "idéale" (elliptique). Une forme elliptique des extrémités diminuera au mieux la traînée induite. En pratique "e" est de l'ordre de 0,75 à 0,85. Seul un modèle trois dimensions et des essais permettent de déterminer la valeur de "e".
{\displaystyle \lambda \times e} est nommé allongement effectif
La distribution optimale de la portance diminuant au maximum la traînée induite est de forme elliptique,. En conséquence, le guindant sera de forme elliptique, donc le mât sera non plus droit comme sur les vieux gréements mais le mât est courbé avec une forme la plus proche possible d'une ellipse. Cette configuration elliptique de mât est possible grâce aux matériaux modernes. Elle est très prononcée sur les planches à voile. Sur les voiliers modernes, le mât est courbé grâce au haubanage. De même la chute sera elliptique. Ce profil n'est pas naturel à une voile souple, c'est la raison pour laquelle la chute des voiles est rigidifiée avec des lattes pour obtenir cette courbure.
La distribution de portance idéale est elliptique, or la forme des voiles actuelles est plutôt une demi-ellipse, comme si la moitié de l'ellipse complète avait été plongée dans la mer. Cela est normal, car comme la vitesse du vent est nulle au contact de la mer, la mer est alors d'un point de vue aérodynamique un "miroir",,,, seul suffit une moitié d'ellipse.
Attention la forme elliptique est obtenue dans un flux d'air uniforme. Or la vitesse et la direction du vent suivant l'altitude est loin d'être aussi simple (cf. vrillage de la voile).

#### Influence sur les efforts
Les relations précédentes sont :
{\displaystyle F_{z}={\frac {1}{2}}\times \rho \times S\times Cz\times V^{2}}
{\displaystyle F_{i}={\frac {1}{2}}\times \rho \times S\times Ci\times V^{2}}
{\displaystyle Ci={{Cz^{2}} \over {\pi \times \lambda \times e}}}
{\displaystyle \lambda ={b^{2} \over S}}
Il est déduit :
{\displaystyle F_{i}={\frac {F_{z}^{2}}{0{,}5\times \rho \times V^{2}\times e\times b^{2}}}}
Le résultat important du point de vue des efforts est que la traînée induite n'est pas liée à {\displaystyle \lambda } mais {\displaystyle b}. Le moment de redressement est une limite liée à la capacité du navire à ne pas chavirer donc liée à la carène pas aux voiles. Ce même moment s'oppose au moment généré par les voiles. Si on approxime la traînée totale à la seule traînée induite alors le moment généré par les voiles est lié à :{\displaystyle F_{i}/F_{z}} (cf. le paragraphe finesse et puissance de cet article). Il est donc déduit, à effort de portance identique, que la capacité du navire à porter de la toile est liée à la hauteur du gréement et non pas à son allongement. Ce concept est également largement employé dans la conception aéronautique.

### Influence de la hauteur de la bordure par rapport au niveau de la mer
Lors du paragraphe précèdent, la mer est d'un point de vue aérodynamique un "miroir", seul suffit une moitié d'ellipse pour obtenir les meilleures performances (faible traînée). Or, dans la réalité, la bordure des voiles n'est pas en contact avec la surface de la mer. La bordure est à une hauteur significative de la surface de la mer. Il existe donc un trou entre la bordure de la voile et la surface de la mer. Plus le trou est grand, plus la forme aérodynamique correspond à la forme de la voile sans son reflet; plus le trou est petit plus la forme aérodynamique ressemble à la forme de la voile plus son reflet sur la surface de la mer. Dans le cas d'une forme de demi-ellipse de la voile, plus le trou est grand, moins la forme totale aérodynamique (voile + reflet dans la mer) ressemble à une ellipse complète, mais de plus en plus à une demi-ellipse seule.
Ce trou a une influence non négligeable sur les performances. En effet il se crée un tourbillon supplémentaire au niveau du point d'écoute. Le tourbillon serait inexistant si la bordure était en contact avec la mer, mais le trou est bien présent dans la réalité. Ce tourbillon supplémentaire consomme de l'énergie et donc modifie les coefficients de portance et de traînée. Le trou n'est pas entièrement vide, suivant les voiles il est partiellement comblé par le franc bord et les superstructures éventuelles du voilier.
Les modifications de performances de la portance et de la traînée sont assez importantes. Seuls des essais ou une simulation numérique poussée permettent de quantifier ce phénomène. Pour fixer les ordres de grandeur, et pour une hauteur entre la bordure de la voile et le pont du voilier de 6 % de la longueur du mât, les variations sont :
- une augmentation 20 % du coefficient de traînée
- une perte de 10 % du coefficient de portance[44].

Dans cette approche de la réduction de la traînée du point d'écoute sur les performances de la voile, il est à noter le comportement particulier et performant de la voile austronésienne,. Cette voile semble utiliser la surface de la mer pour réduire fortement les deux tourbillons d'extrémités de voile (pied de mat et corne de la voile) ; cela réduit la traînée et donc permet de meilleures performances. Ce comportement est à rapprocher de l'effet de sol, est encore mal compris.
Le rôle des tourbillons marginaux au niveau de la bordure d'une voile bermudienne est connu depuis les années 30 : En effet à cette époque les techniques de recherche aéronautique (souffleries) commencent à être appliquées à la voile de compétition. le régatier germano-américain Manfred Curry teste des modèles de voiles dans la soufflerie du professeur (et avionneur) Hugo Junkers à Dessau. L'avionneur britannique Thomas Sopwith défie les américains dans la Coupe de l'America. Leurs recherches aboutissent à des solutions ayant une certaine efficacité comme la bôme spéciale utilisée par Curry, avec une large planche plate surmontant l'espar et jouant le rôle d'une Winglet avant la lettre, ou la bôme large, rigide et plate sur le dessus, (plaisamment dénommée "Park avenue" par les journalistes nautiques américains) équipée de rails transversaux à couliseaux et portant les courbes de profil idéales peintes dessus, utilisée par les derniers voiliers de la classe J lors des défis de la Coupe de l'America de l'immédiat avant-guerre.
Plus récemment les véliplanchistes ont inventé une technique permettant de limiter les tourbillons marginaux au niveau de la bordure, pour les disciplines de vitesse et de slalom, courues sur mer peu agitée: En étarquant à bloc le point d'amure sur le mât et un inclinant la voile vers l'arrière lors d'un "run" (bord rapide), la bordure est collée au pont du flotteur, qui limite ainsi les tourbillons marginaux. Par contre cette technique et les coupes de voiles associées ne sont pas utilisées sur les voiles destinées aux évolutions dans les grosses vagues.

### Influence des bords de la voile: chute, guindant, et bordure
Une voile hissée a une forme en trois dimensions. Cette forme est la forme choisie par le maître voilier. Or la forme 3D hissée est différente de la forme à vide (vue dans l'atelier d'une voilerie par exemple). Il faut tenir compte de cet aspect lors de la découpe de la voile.
La forme générale d'une voile est un polygone déformé. Le polygone est légèrement déformé dans le cas d'une voile bermudienne à fortement déformé dans le cas d'un spi. La forme des bords à vide est différente de la forme des bords une fois la voile hissée. Un bord convexe à vide peut passer à un bord droit voile hissée.
Le bord peut être :
- convexe appelé aussi rond
- concave
- droit

Quand la forme convexe n'est pas naturelle (sauf pour une bordure libre, un spi), la voile est équipée de lattes pour maintenir cette forme quand la forme convexe est prononcée.
Excepté les spis qui ont une forme de ballon, les variations de la bordure par rapport à la ligne droite restent faibles, quelques centimètres.
Une fois hissée, une voile de forme elliptique serait l'idéal. Mais comme la voile n'est pas rigide :
- il faut un mât qui pour des raisons de possibilité technique est plutôt droit.
- la souplesse de la voile peut amener d'autres problèmes, qu'il vaut mieux corriger au détriment de la forme idéale elliptique (convexe).

#### Chute
La forme elliptique est l'idéal (convexe) mais, une chute concave à vide améliore le vrillage dans la partie supérieure de la voile et empêche la chute de « gonfler » dans les rafales, améliorant ainsi sa stabilité. La chute concave rend la voile plus tolérante et plus neutre. Une forme convexe est aussi un moyen simple d'augmenter la surface de la voile.

#### Guindant
Une fois hissée, le bord doit être parallèle à l'étai ou au mât. Idem quand la voile est à corne. Les mâts et espars sont très souvent (sauf planche à voile) droits, la forme droite du guindant est donc à priori la forme à utiliser.
Mais le creux de la voile est normalement plus proche du guindant que de la chute. Donc pour faciliter la mise en place du creux de la voile une fois hissée, à vide, la forme du guidant est convexe. La convexité du guindant est nommée rond de guindant. Par contre lorsque le haubanage est complexe, la forme du mât n'est plus droite. Dans ce cas il faut en tenir compte, et la forme du guindant à vide peut être alors convexe en bas et concave en haut.

#### Bordure
Mise à part le comportement particulier et très performant de la voile Austronésienne,, les voiles ne mettent pas en œuvre à l'heure actuelle des systèmes tels que des Winglet. La forme n'a donc que peu d'importance surtout sur des voiles à bordure libre. Sa forme est plus motivée par des raisons esthétiques. Souvent convexe à vide pour être droite une fois hissée. Lorsque la bordure est fixée à une bôme ou un espar, une forme convexe est à privilégier pour faciliter la formation du creux de la voile. De façon réciproque mais moins performante, il faut une bordure avec un rond prononcé pour compenser un espar trop rectiligne pour permettre en peu de hauteur une transition rectiligne au creux conforme au profil désiré. Par contre, sur les bômes à enrouleur, la forme du bord de la bordure est plus choisie en fonction des contraintes techniques liées à l'enrouleur que de considération aérodynamique.

### Influence de l'incidence sur le coefficient aérodynamique: polaire d'une voile

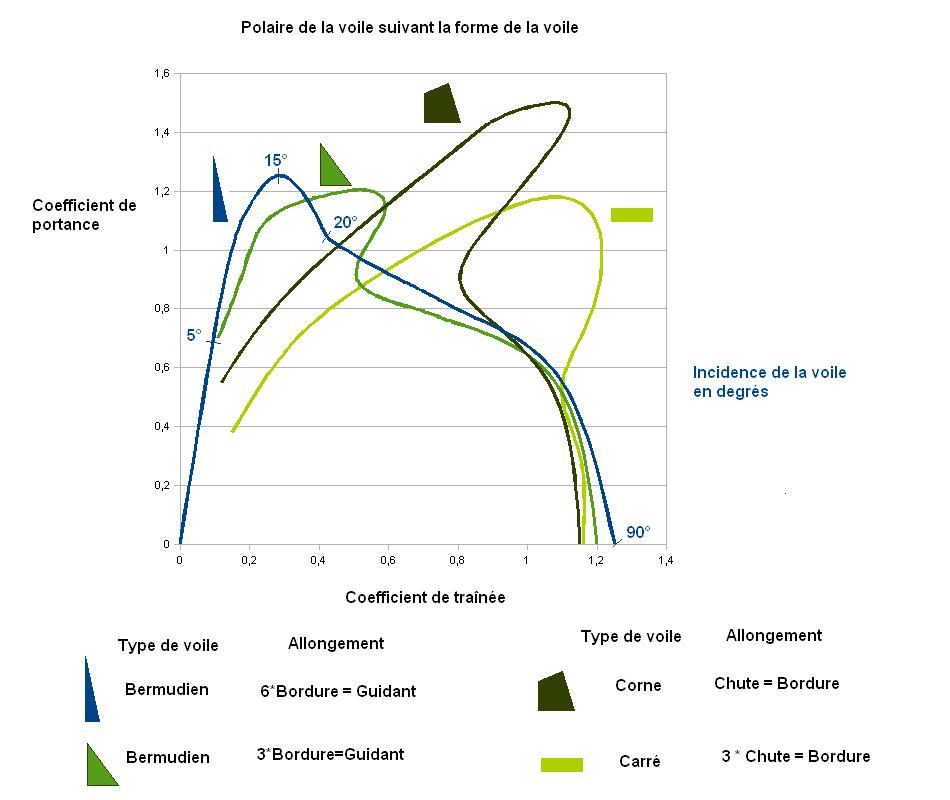
Graphique représentant la relation entre la portance et la trainé pour une voile. Ce type de graphique est appelé « polaire d'une voile ».

Le coefficient aérodynamique de la voile varie suivant l'angle d'incidence. Le coefficient est souvent divisé en deux composantes :
- la composante perpendiculaire au vent apparent est nommée portance ;
- la composante parallèle au vent apparent est nommée traînée.

À chaque angle d'incidence va correspondre un couple unique portance-traînée. Les voileries représentent l'évolution de la traînée et de la portance dans un graphique nommé polaire d'une voile.
Le comportement de la voile suivant l'incidence (angle : vent apparent/voile) se décompose ainsi :
- la voile est libre, autant dire qu'il n'y a pas de voile ; c'est le cas portance et traînée nulles[Note 28] ;
- la voile est perpendiculaire au vent, le mouvement est turbulent[Note 29]. C'est le cas portance nulle et traînée maximale ;
- il reste les cas intermédiaires :
  - De la voile libre à la portance maximale : l'écoulement est attaché, c'est-à-dire que le vent colle au profil. Il n'y a pas de tourbillons (zone morte) créés sur la voile. Il est à noter dans le cas d'une bonne voile bien réglée que la portance maximale est supérieure à la traînée maximale ;
  - De la portance maximale, à la zone morte maximale : le vent ne colle plus correctement au profil de la voile. L'écoulement est moins stable. Il devient petit à petit décroché ou décollé. Il se crée une zone sous le vent, une zone morte diminuant l'efficacité de la voile. À un certain angle, la zone morte a envahi toute la face sous le vent (vers 50°, plus ou moins nette suivant les formes de voile).
  - De la zone morte maximale à la traînée maximale : la zone morte a envahi toute la face sous le vent, seule la face au vent intervient. L'air, à ces fortes incidences, est peu dévié de sa trajectoire, les parcelles d'air ne font que s'écraser sur toute la surface au vent de la voile. L'effort est donc quasi constant, la polaire de voile décrit un arc de cercle.

Comme la portance est plus efficace que la traînée pour contribuer à l'avancement du navire, les voileries essayent d'augmenter la zone de portance maximale, c'est-à-dire augmenter l'effort de portance et l'angle d'incidence.
Tout le savoir d'une voilerie réside dans la diminution de la zone morte aux grandes incidences, soit dans la maîtrise de la couche limite.
Autre point primordial, la traînée et la portance ne dépendent pas que de l'angle d'incidence. Par nature une voile est souple, elle peut donc prendre une multitude de formes, donc de profils. À chaque profil correspond une polaire de voile. Un profil dépend de la tension de ses attaches et de la position de ses attaches dans l'espace (amure, drisse, écoute pour des voiles attachées en trois points). Il existe une multitude de polaires pour une même voile. Tout l'art du réglage est de sélectionner le bon profil, donc sélectionner une polaire de voile particulière, puis sur cette polaire choisie, choisir le bon angle d'incidence.
De façon générale les profils performants d'une voile sont proches de l'extrados de la série NACA 00XX (NACA 0009 0012 0015 0018). Donc dans une première phase, le réglage consiste à donner une forme NACA correcte à la voile en supprimant faux plis et autres défauts. Ensuite il faut régler finement (choisir le bon profil NACA) cambrure, creux, et vrillage à partir de cette première ébauche de forme de voile, puis choisir l'incidence.
Grâce à la polaire de la voile mais aussi celle de la carène du voilier, il est défini au niveau du voilier complet une polaire des vitesses du voilier.

### Influence de l'altitude: vrillage de la voile

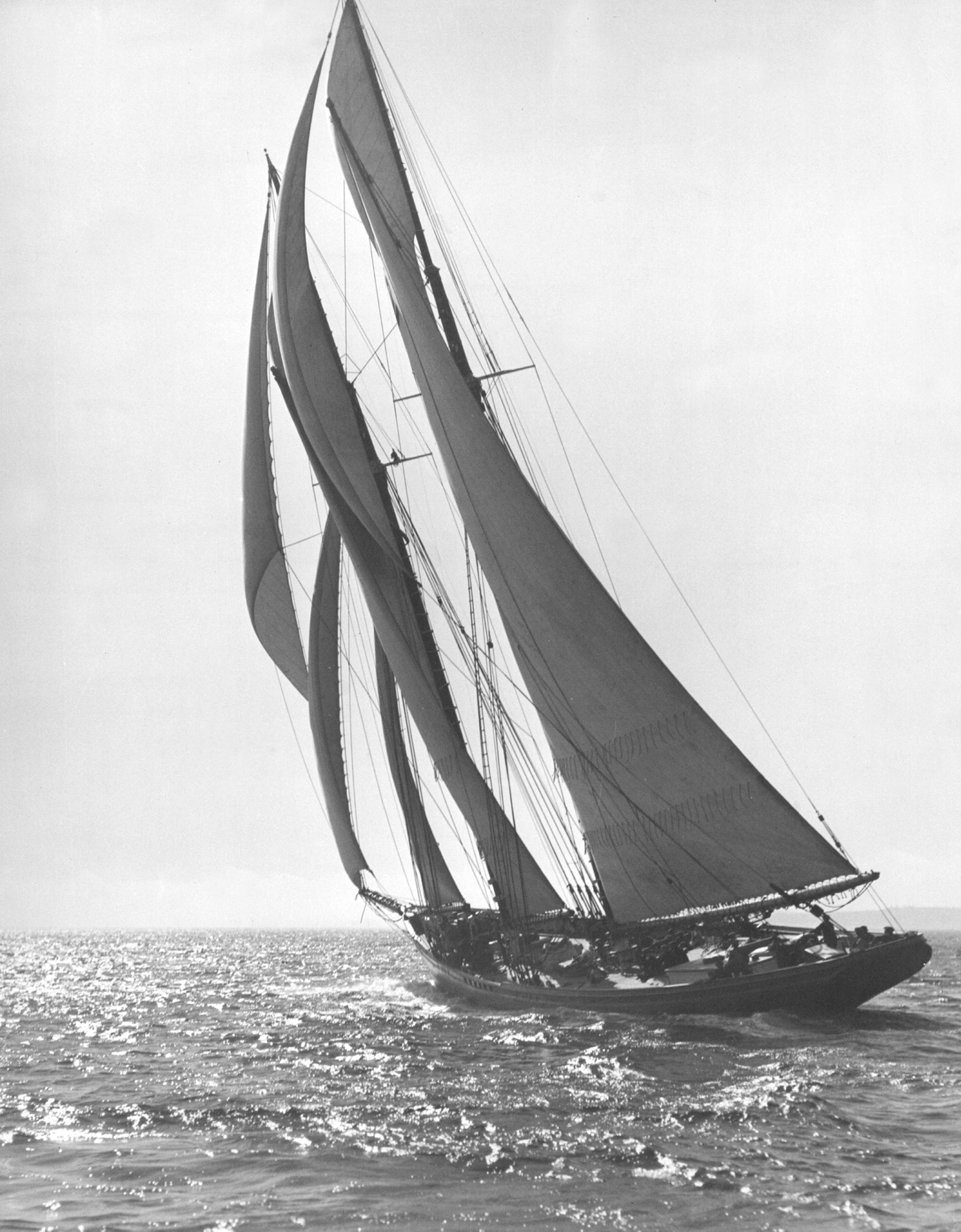
Le voilier The Bluenose en 1921. On observe sur la photographie, le vrillage sur des voiles bien réglées, particulièrement sur la grande voile.

L'air se déplace principalement par tranches parallèlement au sol. Le sol est dans notre cas la mer. Si la densité de l'air peut être considérée comme constante pour nos calculs d'effort, ce n'est pas le cas de la répartition de vitesse du vent, elle sera différente suivant l'altitude. Comme pour la voile, les parcelles d'air proches de la mer sont accrochées à la mer. Au niveau de la surface de la mer, comme la différence entre la vitesse du vent et celle des parcelles d'eau est nulle, la vitesse du vent varie fortement dans la première dizaine de mètres d'altitude,,. Cette progression rapide de la vitesse du vent suivant l'altitude, par conséquent, va faire varier aussi le vent apparent. Il en résulte que l'intensité et la force du vent apparent varient fortement pour une altitude comprise en 0 et 20 mètres. Dans le cas d'une utilisation des voiles avec portance, elles doivent être vrillées pour avoir une bonne incidence par rapport au vent apparent tout le long du bord d'attaque (guindant).
K.W. Ruggles donne une formule généralement admise de l'évolution de la vitesse du vent suivant l'altitude :
{\displaystyle U={\frac {\mu '}{k}}\ln \left({\frac {z+z0}{z0}}\right)},,
Avec les données collectées par Rod Carr les paramètres sont :
k = 0,42 ;
z l'altitude en m ;
z0 est une altitude qui tient compte de l'état de la mer, c'est-à-dire de la hauteur des vagues et leur vitesse :
0,01 pour 0 à 1 Beaufort ;
0,5 pour 2 à 3 Beaufort ;
5,0 pour 4 Beaufort ;
20 pour 5 à 6 Beaufort ;
{\displaystyle \mu '} = 0,335 lié à la viscosité de l'air ;
U en m/s.
En pratique le vrillage doit être réglé pour optimiser les performances de la voile. Le moyen principal de réglage est la bôme pour une voile bermudienne. Plus la bôme sera tirée vers le bas, moins le vrillage sera important.
Autre conséquence majeure, le début de l'article indiquait que la forme idéale de la voile est une ellipse lorsque le flux d'air est uniforme, autrement dit quand la vitesse du vent est constante suivant l'altitude. Dans la pratique, la forme idéale est donc bien plus complexe qu'une simple ellipse. En effet il est facile de comprendre qu'augmenter la surface de voile dans les hauts permette d’accéder à des vitesses de vent plus élevées et donc gagner en efficacité. Ceci explique le renouveau des voiles à corne sur les bateaux de course.

### Influence de la rugosité de la voile
Comme une carène, la rugosité joue un rôle sur les performances de la voile. Les petits creux et bosses microscopiques ont un effet stabilisateur ou facilitent les décrochages de la voile (passage du mode laminaire à turbulent). Ils ont aussi une influence sur les pertes par frottement.
Ce domaine fait l'objet de recherches en conditions réelles (soufflerie). Il n'est pour l'instant pas encore maîtrisé et donc peu simulé numériquement. Il apparaît, à grand nombre de Reynolds, que, bien choisie, la rugosité permet de prolonger le mode laminaire de quelques degrés d'incidence de plus. Le comportement est bizarre et pour plus d'informations voir la référence suivante,.

### Influence du nombre de Reynolds
La formule {\displaystyle F={\frac {1}{2}}\cdot \rho \cdot S\cdot C\cdot V^{2}} est une formule pratique simple à manipuler. Le coefficient de portance n'est pas indépendant des variables vitesse du vent et surface caractéristique. Le coefficient de portance dépend du nombre de Reynolds comme l'indiquent les tables et polaires. Le nombre de reynolds est défini par {\displaystyle Re={\frac {U\cdot L}{\nu }}}. Le nombre de Reynolds dépend donc de U vitesse du vent et L longueur de la bordure, mais l'influence du nombre de Reynolds est du second ordre par rapport aux autres facteurs ; c'est-à-dire que les performances de la voile varient très peu pour une variation importante du nombre de Reynolds. L'influence très faible du nombre de Reynolds est incluse directement dans les tableaux (ou abaque), en traçant le coefficient de portance (ou de traînée) pour plusieurs valeurs du nombre de Reynolds (généralement pour trois valeurs).
Plus le vent est élevé, plus les particules d'air ont tendance à continuer à se déplacer en ligne droite ; donc, moins elle colle à la voile ; donc, le passage au mode turbulent est proche. Le nombre de Reynolds est le rapport entre l'effet viscosité et quantité de mouvement du vent. Il caractérise donc le passage du mode laminaire au mode turbulent. Plus le nombre de Reynolds est élevé, meilleures sont les performances de la voile.
Augmenter l'incidence maximale ou encore le coefficient de portance grâce au bon choix du nombre de Reynolds est une optimisation intéressante mais reste très secondaire. Le nombre de Reynolds dépend uniquement de trois paramètres : la vitesse, la viscosité et une longueur.
La viscosité est une constante physique, c'est une donnée d'entrée et non pas une variable d'optimisation.
La vitesse du vent est une variable d'optimisation. Il est évident qu'il est recherché un vent le plus élevé possible sur la voile pour un effort vélique maximal bien plus que pour des raisons de nombre de Reynolds. Ce paramètre a donc déjà fait l'objet d'une optimisation.
Il reste la longueur caractéristique. La voile est par nature inélastique donc de dimension fixe. Donc la longueur caractéristique est fixe pour une voile donnée. Son optimisation est du ressort de l'architecte naval sauf pour le marin à changer de voile. L'optimisation des performances des voiles en jouant sur la longueur caractéristique du nombre de Reynolds est masquée par l'optimisation d'autres paramètres, par exemple la recherche de meilleures performances de voile en jouant sur le poids des voiles ; le poids des voiles est un point important pour l'équilibre du navire. Il suffit de peu de poids dans les hauts pour créer un moment important affectant l'équilibre du navire.
Or plus le vent est fort plus le tissu de voile doit être résistant donc lourd, le marin recherche un jeu de voile adapté à chaque gamme de vitesse de vent pour des raisons de poids bien plus que pour des raisons de nombre de Reynolds : foc, voile tempête, grand voile, voile de cap, génois léger, génois lourd... Chaque vitesse de vent a donc sa voile, la forme peut donc changer entre chaque voile. Or, plus le vent est fort, plus la voile est petite donc des longueurs caractéristiques différentes. Le choix de la forme des voiles (donc la longueur caractéristique) est donc guidé par d'autres critères plus importants que le nombre de Reynolds.
Le prix d'une voile est très élevé et donc, pour donner sa chance à tous, la compétition limite le nombre de voiles.
Les coefficients de portance et de traînée, donc l'influence du nombre de Reynolds, sont calculés en résolvant les équations de la physique régissant l'écoulement de l'air sur une voile via la méthode de la simulation numérique. Les résultats trouvés sont bien corrélés avec la réalité, avec moins de 3 % d'erreur.

## Finesse et puissance

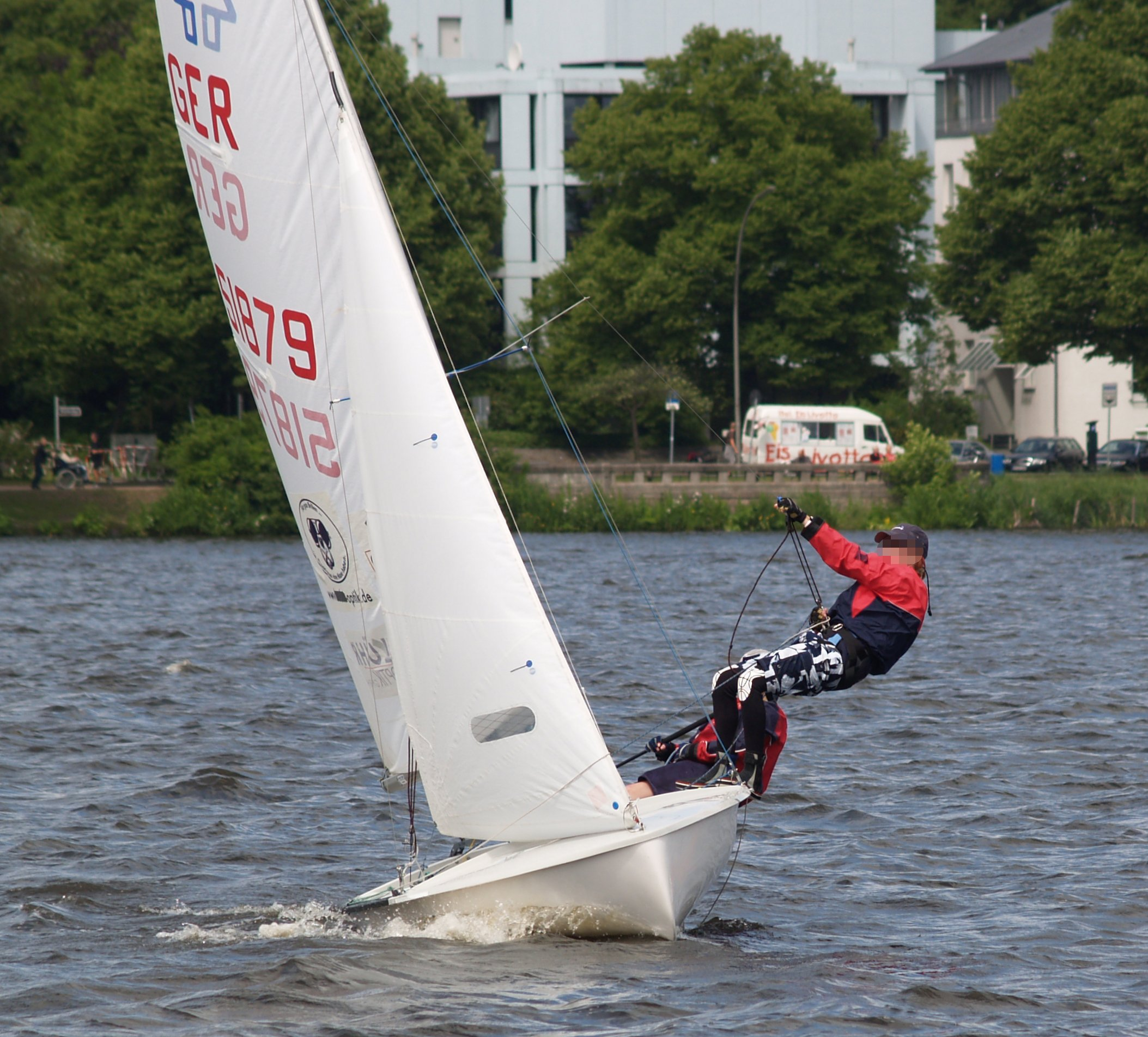
Exemple de voilier au près. L'équipage se met au rappel pour diminuer la gîte.

Les courbes polaires de voile au départ ressemblent à des droites, ceci est très bien expliqué grâce à la théorie des profils minces. Le rapport traînée et portance est assimilé à une constante, donc à finesse constante. Puis la pente de la polaire devient de plus en plus horizontale, pour passer par un maximum de portance. Puis, à incidence plus élevée une zone morte apparaît, diminuant l'efficacité de la voile. Le but du navigateur est de régler la voile dans la zone où la poussée est maximale.
Pour illustrer ce chapitre, les méthodes de réglage proposées se basent sur un voilier à gréement bermudien à bôme. Il est rare de régler un voilier en puissance ou en finesse, c'est-à-dire à ces optimums théoriques ; en effet, le vent apparent n'est pas constant, pour deux raisons :
- le vent lui-même n'est pas constant, ni même simplement variant. Il y a les sautes du vent, il existe des rafales de vent, les risées...
- même en supposant le vent constant, le bateau pouvant être soulevé de manière conséquente selon la houle, en haut d'une vague, le haut de la voile trouvera des vents plus rapides, dans le creux de la vague c'est l'inverse il y a moins de vent (le voilier se redresse). Mais aussi en montant ou descendant une vague le voilier tangue, c'est-à-dire le haut de la voile est propulsé vers l'avant puis l'arrière modifiant constamment la valeur vitesse du vent apparent, relativement à la voile.

Le vent apparent varie tout le temps et très rapidement, il est souvent impossible au marin d'adapter aussi rapidement les réglages des voiles à ces conditions de vents. Donc il est impossible d'être à l'optimum. Or un réglage à l'optimum passe rapidement à réglage désastreux, pour une petite variation de vent. Il vaut donc mieux trouver un réglage certes moins optimum mais plus tolérant aux conditions changeantes du vent apparent.
Le paramètre important influant sur le type de réglage de la voile est la forme de la carène. La carène est de forme allongée pour offrir un minimum de résistance à l'avancement. En conséquence, il faut un couple bien plus important pour incliner la carène vers l'avant (assiette) que d'incliner vers le côté le navire (gîte). En vent arrière, la poussée vélique est orientée dans le sens du déplacement donc engendrera une assiette faible. La surface de voile hissée peut être importante sans que l'assiette soit importante. Au près, la situation change, une partie de l'effort est perpendiculaire à l'axe principal du navire. Pour la même poussée vélique vent arrière, l'effort perpendiculaire au navire engendre une gîte considérable.
Une voile est placée sur un navire et donc le bon fonctionnement du navire ne dépend pas uniquement du maximum de performance de la voile. En effet, sous forte gîte (ou assiette), la partie supérieure de la voile dévente et ne profite pas des vents plus forts en altitude, c'est-à-dire la zone où le vent peut donner un maximum d'énergie à la voile (et donc au bateau),,,,.
Or, le phénomène de gîte est bien plus sensible à la poussée vélique que l'assiette. En conséquence, pour minimiser la gîte, le type de réglage de la voilure sera différent au près ou au portant :
- aux allures du près, le réglage est un réglage finesse,
- aux allures du portant, le réglage est un réglage puissance.

### Limites des performances d'une voile
Une voile ne peut pas récupérer tout l'énergie du vent. Une fois que les particules ont transmis leur énergie à la voile, il faut qu'elles laissent la place à de nouvelles particules qui vont à leur tour donner de l’énergie à la voile. Comme les anciennes particules ayant transmis leur énergie à la voile s'évacuent, cela signifie que ces particules ont conservé une certaine énergie pour pouvoir s'évacuer. Cette énergie restante à la particule n'est pas négligeable. Si les anciennes particules évacuent trop rapidement pour laisser place aux nouvelles particules, ces anciennes particules emportent avec elles une grande quantité d'énergie. Elles n'ont donc transmis à la voile que peu d'énergie. Il n'y a donc que peu d'énergie, par unité de temps, transmise à la voile (ou puissance). Inversement, si les anciennes particules s'évacuent trop lentement, elles ont certes transmis beaucoup d'énergie à la voile, mais elles empêchent les nouvelles de transmettre de l'énergie. Il y a donc que peu d'énergie par unité de temps transmis à la voile (ou puissance). Il existe un juste milieu entre vitesse entrante des particules et vitesse de sortie des particules donnant un maximum de puissance à la voile. Cette limite se nomme Limite de Betz :
{\displaystyle P_{extraite}^{max}={\frac {16}{27}}.P_{arrivant\_sur\_la\_voile}} avec {\displaystyle P_{arrivant\_sur\_la\_voile}=P_{cinetique}={\frac {1}{2}}.\rho .S.v_{amont}^{3}\,}
{\displaystyle \rho } : masse volumique du fluide (1,23 kg/m3 pour l'air à 20 °C)
S : surface de la voile en m2
{\displaystyle v_{amont}} : vitesse incidente (amont) du fluide en m/s, c'est-à-dire la vitesse du vent apparent dans le cas d'un voilier.
Donc, la voile ne peut récupérer au maximum que 60 % de l’énergie contenue dans le vent. Le reste est utilisé par les parcelles pour s'évacuer de la surface de la voile.
La formule de l'effort sur la voile est {\displaystyle F={\frac {1}{2}}\times \rho \times S\times C\times {V_{ventapparent}}^{2}}
où
{\displaystyle \ S} est une surface caractéristique dans le cas de la voile la surface de la corde.
{\displaystyle \ C} est le coefficient aérodynamique.
{\displaystyle \ C\times S} représente le pourcentage d'énergie récupérée sur l'extrados multiplié par la surface de l'extrados plus le pourcentage d'énergie récupérée sur l'intrados multiplié par la surface de l'intrados. Par définition, pour une voile, le tissu n'a qu'une faible épaisseur, donc la surface de l'extrados est identique à la surface de l'intrados. En considérant la voile comme peu élastique, le profil de la voile reste relativement mince. La cambrure de la voile ne peut être en mode portance très importante sous peine de voir les filets d'air se décoller du profil et donc diminuer les performances de la voile. Même pour une voile fortement déformée comme un spi, il faut tendre le spi pour intercepter un maximum de vent. La surface de l'extrados et la surface de la corde restent donc proches. Les surfaces intrados et extrados de la voile, la surface de la voile et la surface de la corde sont proches. La surface de la voile est assimilée à la surface de la corde {\displaystyle \ S}, donc le coefficient aérodynamique {\displaystyle \ C} a pour limite supérieure 2.
D'autre part, le vent apparent est lié au vent réel par la formule :
{\displaystyle {V_{ventreel}}^{2}={V_{ventapparent}}^{2}+{V_{vitessebateau}}^{2}-2\times V_{ventapparent}\times V_{vitessebateau}\times \cos(\beta -\pi )}
avec {\displaystyle \beta } angle entre le vent réel et la direction de déplacement du voilier.
Le vent réel dépend du vent apparent et de la vitesse du bateau. C'est-à-dire que le vent réel est indépendant de la vitesse du bateau. Le bateau peut prendre n'importe quelle vitesse, le vent apparent s'adaptera. Donc, si le marin arrive à augmenter le vent apparent, alors, comme le vent réel est quasi fixe, la vitesse du bateau augmente. Et ceci sans limite.
Concrètement, les recherches effectuées ont pour but d’améliorer la vitesse des voiliers. Mais, les améliorations sont limitées par les lois de la physique. Avec toutes les avancés technologiques possibles, le coefficient aérodynamique {\displaystyle \ C} a une limite théorique, ce qui limite l'effort récupérable à vitesse constante. De toute façon l’énergie récupérée du vent intercepté par la voile est limité à 60 %. Le seul moyen pour le marin d'aller plus vite est d'augmenter l’énergie récupérée par unité de temps (ou puissance) en augmentant la surface de vent intercepté par la voile. Sans rentrer dans des calculs, plus le voilier avance vite, plus la surface interceptée augmente, plus le voilier reçoit d’énergie par unité de temps, il va encore plus vite. Si le voilier est plus rapide, la surface interceptée est encore plus grande, il reçoit encore plus d’énergie, il va encore plus vite que précédemment... Le voilier rentre alors dans un cercle vertueux. Le vent apparent augmente indéfiniment; sans problème de gîte et de résistance de carène, le voilier accélérerait indéfiniment. L'autre possibilité est d'augmenter la surface des voiles. Le marin lui ne peut augmenter indéfiniment la surface des voiles, il est limité par les possibilités du gréement. Augmenter la surface des voiles est du ressort de l'architecte naval qui lui est limité par la résistance des matériaux. Mais aussi la préoccupation des architectes navals, particulièrement en compétition, est donc d'augmenter autant que possible ce fameux vent apparent.

### Finesses

Décomposition au près des forces vélique noté A : la portance (C) et la traînée (B). C1 est partie de la portance de la voile participant à l'avancement du navire et C2 la portance de la voile participant à gîte du navire. (W) est le vent, la dérive.

Le vent apparent forme un angle avec l'axe du navire et la corde de la voile ne correspond pas à l'axe du navire. Concrètement, au près, cela signifie que :
- une (petite) partie de la traînée de la voile ralentit le navire,
- l'autre partie de la traînée de la voile participe à la gîte du navire,
- une grande partie de la portance de la voile participe à l'avancement du navire,
- l'autre partie de la portance de la voile participe à la gîte du navire[72].

Aux allures du près, la moindre poussée vélique engendre un effort perpendiculaire donc de la gîte. La gîte optimum offrant le maximum de poussée vélique est fixé par l'architecte naval. Elle dépend des moyens techniques mis en œuvre pour contrecarrer la gîte nommée aussi contre-gîte (ballast, Foils et bien sûr le contrepoids cf. la quille lestée). Il est possible de contrecarrer quasi totalement la gîte grâce à des technologies de mât/quille basculant, de foils type hydroptère, etc. Ces technologies sont coûteuses en argent, poids, complexité et rapidité de changement de réglage, elles sont donc réservées à une élite : la compétition. Dans les cas courants, la gîte existe. Or la moindre gîte commence à faire diminuer la poussée vélique, l'architecte doit trouver un compromis entre la quantité de moyens mis en œuvre pour diminuer la gîte et la gîte raisonnable restante. Le navire est donc optimisé pour cette gîte raisonnable restante, la gîte raisonnable restante est donc la gîte optimale. L'architecte naval fixe souvent la gîte optimale entre 10° et 20° pour les monocoques. En conséquence, le navigateur doit autant que possible être à la gîte optimale choisie par l'architecte. Moins de gîte signifie que le voilier n'est pas au maximum de performance de ses voiles et le profil de la voile a de faibles performances. Plus de gîte signifie que le haut de la voile dévente, et donc une poussée diminuée ; dans ce cas le profil de la voile est certes performant, mais ce n'est pas parmi les profils performants, le bon.
Du point de vue du marin, il doit se placer à la gîte optimum. À cette gite optimum correspond un effort perpendiculaire qui est la projection de la poussée vélique suivant cet axe. Le reste de la poussée vélique fait avancer le navire. Le travail du marin est donc de minimiser le ratio effort perpendiculaire sur effort contribuant à l'avancement.
Ce ratio dépend de l'allure, de l'incidence, de la traînée et de la portance pour un profil donné.
Comme la portance est le principal contributeur à l'effort qui fait avancer le navire, et la traînée le principal contributeur à l'effort perpendiculaire, cela revient en première approche à minimiser le ratio traînée sur portance, donc maximiser la finesse.
L'allure dépend simplement du cap choisie par le navigateur. Le cap dépend lui, de la destination. L'allure est donc un paramètre fixe, pas une variable d'optimisation. Mais chaque allure (angle du vent apparent par rapport à l'axe du navire) a des réglages optimum différents.
Comme la portance est le principal contributeur à l'effort qui fait avancer le navire, le réglage sera d'abord de sélectionner les profils de voile donnant un maximum de portance. À chacun de ces profils corresponds une polaire différente.
Une voile est généralement souple, le navigateur modifie le profil grâce :
- à la position du creux de la voile en jouant sur les éléments agissant sur la tension du tissu de la voile
- au vrillage plus ou moins prononcé de la voile en jouant sur la bôme via le hale-bas.

Il existe autant de polaires de voile pour la même voile que de vrillages et de positions de creux possibles, il faut donc choisir la meilleure polaire de voile.
Le vrillage sera réglé pour avoir une incidence constante le long du guindant. Il serait dommage de ne pas être à l'incidence optimum tout le long du guindant et d'avoir une partie de voile pas à son maximum de performance.
La position du creux de voile influe sur la finesse de la voile. La meilleure finesse sera obtenue lorsque le creux de voile sera le plus avant possible. Plus le creux est sur l'avant plus la courbure du guidant est prononcée. Il arrive un moment où les filets d'air ne collent plus à la voile, la voile décroche. Il se crée une zone morte, une zone de turbulence qui diminue l'efficacité de la voile. Cette zone inefficace apparaît et est située juste après le guindant sur l'intrados, les penons dans cette zone deviennent alors instables. la règle générale qui guide la démarche du réglage de la voile reste une lapalissade, plus le tissu est tendu plus la voile est plate, moins il y a de creux. Le voilier a plusieurs éléments agissant sur la tension du tissu de la voile :
- la tension du cunningham,
- du point d'amure,
- du point de drisse,
- du point d'écoute de la voile.
- du pataras,
- haubans. Ils agissent de façons indirectes.

Ces éléments peuvent avoir une influence couplée, par exemple la tension du pataras agit aussi sur la tension du point de drisse et donc la forme du guindant.
L'influence est largement localisée, par exemple plus la tension est forte sur le point d'écoute de la voile moins il y a de creux proche du point d'écoute de la voile, de même jouer sur le pataras c'est-à-dire la ralingue de guindant a peu d'influence sur l'écoute. Techniquement il est difficile de mettre en place des moyens de réglage indépendant les uns des autres. Plus le gréement est compliqué plus il y a d'interaction entre les réglages. Le réglage du voilier est alors très technique, un véritable casse tête. Pour bien comprendre la difficulté, c'est comme si sur une moto la pédale d'accélérateur bougeait aussi le guidon !
Pour une voile souple, la cambrure de la voile et la position du creux de la voile sont liés. Leur dépendance découle directement de forme de la coupe de la voile. Donc positionner le creux revient à fixer la cambrure. La cambrure est un facteur prépondérant sur la portance maximale du profil. C'est l'architecte naval ou la voilerie qui fixe la coupe de la voile donc la relation creux-cambrure. L'épaisseur du profil correspond à l'épaisseur du tissu de voile. Les variations d'épaisseur d'une voile à l'autre sont négligeables devant les dimensions de la voile. L'épaisseur n'est pas une variable à optimiser, par contre l'épaisseur du mat lui est un facteur bien plus important d'où les mats profilés.
D'autre part, pour l'architecte naval, la forme de voile offrant une grande finesse est la voile triangulaire allongée (cf. graphique polaire d'un voile suivant les formes de voile), ceci explique pourquoi les bateaux modernes utilisent le gréement bermudien.
La traînée pour une voile à trois origines :
- traînée induite (voir § Influence de l'allongement de la voile sur la portance). Comme le profil n'est pas de longueur infinie, au bord de la voile (bordure et corne), il faut égaliser la dépression de l'intrados et avec la surpression de l'extrados ; cet équilibrage dissipe de l'énergie que l'on retrouve sous la forme de la traînée induite.
- traînée de forme et de frottement, c'est la traînée des abaques des profils. Forme et frottement sont liés au choix du profil.

La théorie de la corde portante de Prandtl appliquée aux profils minces est une théorie moins complexe que la résolution des équations de Navier-Stokes mais explique bien les phénomènes. Elle démontre en première approximation que la traînée est égale à la traînée induite avec la trainée induite {\displaystyle C_{i}\approx \pi \lambda \left({C_{L} \over \pi \lambda }\right)^{2}={C_{L}^{2} \over \pi \lambda }} et donc {\displaystyle 1/finnesse={C_{L} \over \pi \lambda }} où {\displaystyle \lambda } est l'allongement. Cette théorie est très proche de la réalité pour un profil mince à faible incidence, dans la réalité, il existe des termes secondaires moins importants, ces termes regroupent la traînée de forme, de frottement. Cette théorie démontre que le terme principal est égal, à un coefficient multiplicatif près, à l'allongement (effectif). Comme l'allongement est défini par l'architecte lors du choix du plan de voilure, il appartient à l'architecte d'améliorer au mieux l'allongement de la voile, ce qui confirme le choix de gréement bermudien. Le marin lui ne peut que jouer sur le choix du profil influant sur les termes secondaires et le coefficient de portance.
Une finesse plus élevée signifie moins de traînée, donc moins de gîte pour le même effort de poussée. La finesse maximale sera donc privilégiée. Donc parmi les profils restants qui donnent un maximum de portance, le navigateur sélectionne parmi ces profils le profil ayant une finesse maximale (creux vers l'avant de la voile). Maintenant, le profil de voile est défini, il reste à trouver le point de la polaire de ce profil donnant le maximum de poussée au navire, c'est-à-dire le choix de l'angle d'incidence du profil.
Sur une voile triangulaire, la zone de forte portance (0,9 à 1,5) comporte deux points caractéristiques :
- la finesse maximale (de 0 à 5° d'incidence c'est-à-dire la zone droite) ;
- la portance maximale (l'incidence de 15° du graphique).

Comme la traînée ralentit le navire, il faut que la partie de la portance qui fait avancer le voilier soit supérieure à la contribution de la traînée qui ralentit le navire :
{\displaystyle Fpoussee=portance\times \sin(\beta )-trainee\times \cos(\beta )>0}
or {\displaystyle trainee=finesse(\alpha )^{-1}\times portance}
d'où {\displaystyle \ finesse(\alpha )^{-1}<\tan(\beta )}
avec :
{\displaystyle \alpha } angle d'incidence entre la corde de la voile et le vent apparent,
{\displaystyle \beta } angle entre le vent apparent et la route fond du navire (route réelle du navire donc incluant sa dérive). Cela signifie qu'il ne faut pas dépasser le point de la polaire où la tangente à ce point est inférieure à l'angle {\displaystyle \beta }. D'où entre la finesse maximale notée pt1 (fin de la zone droite) et une finesse de {\displaystyle \tan(\beta )} notée pt2.
L'évolution de la poussée qui fait avancer le navire évolue comme suit :
- de 0° d'incidence au pt1, la poussée croit linéairement ainsi que la gîte.
- de pt1 à l'optimum, la poussée croit toujours mais la polaire s'aplatit, ce qui veut dire que la traînée ralentit plus vite le navire que la portance en rajoute. Mais globalement aussi la gîte augmentant, la voile a un vent apparent plus faible. Le haut de la voile n'est plus dans les vents rapides d'altitude.
- de l'optimum au point pt2, la poussée décroit jusqu'à devenir nulle, le bateau se redresse.

Le réglage d'incidence optimale est entre pt1 et pt2. Le point optimal dépend donc de deux facteurs :
- l'évolution de la finesse ;
- l'évolution de la gîte.

Le navigateur devra trouver le compromis entre ces deux facteurs entre pt1 et pt2. Le point de fonctionnement optimum se trouve ainsi proche du pt1 au près serré, où le facteur gîte est prépondérant. Comme il est plus difficile de faire gîter au grand largue, l'optimum sera plus proche de pt2.
Attention, la finesse est déterminée grâce aux polaires de la voile. Les polaires sont déterminées indépendamment de la vitesse du vent apparent ; or la gîte intervient sur le paramètre vitesse (vent dans la voile), par conséquent la finesse des polaires de la voile ne dépend pas de la gîte.

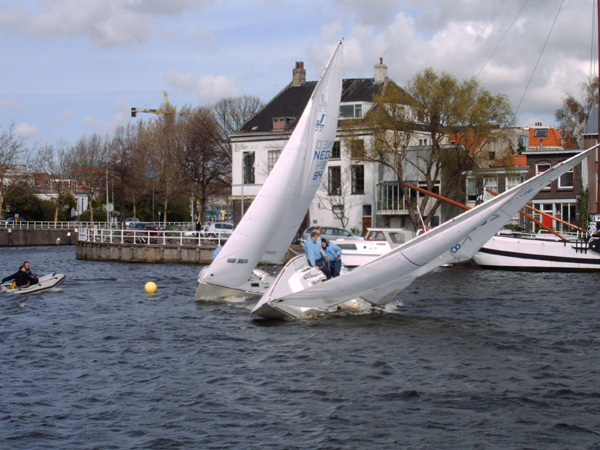
Trop de gîte est néfaste à la bonne marche du voilier.

La position du creux reste le facteur prépondérant, dans la recherche de cette optimum. Tout le savoir faire du marin de régate est d'avancer au maximum le creux. Un réglage de "trop" et la voile décroche, la chute de portance est alors très importante. Donc le marin est toujours à la limite du décrochage, le réglage de la voile est donc très fin, d'où le terme de finesse. À ce point particulier optimal de la meilleure polaire de la voile, il est dit que la voile travaille en "finesse". À cet optimum, les penons de chute sont horizontaux et parallèles à la surface de la voile,,.
Le but recherché des réglages du bateau est d'avoir la force propulsive (Fp) la plus importante. Un moyen simple serait de faire des voiles gigantesques mais le bateau a ses limites, il va chavirer, notons Fc la force de chavirage. La littérature définit alors la finesse de la voilure (ensemble des voiles) comme le rapport Fp/Fc.
Au près, là où la portance agit, la finesse est fonction de la hauteur de la voilure, de la coupe des voiles et de leur tissu, mais aussi et surtout du bon réglage des voiles. Au près, il est constaté des variations de la finesse de 100 % d'un couple voiles-équipage à un autre. En course, les bateaux étant souvent proches en performance (rôle des jauges) le facteur prépondérant sur la vitesse du navire est l'équipage. La finesse n'est pas une notion secondaire,,.
Un voilier dérive, cette dérive crée une portance de la forme immergée ; cette portance ou effort sert à contrer l'effort perpendiculaire de la poussée vélique. Donc autrement dit, minimiser la gîte revient aussi à minimiser la dérive du navire. Minimiser la dérive, c'est mieux remonter au vent. Par homophonie, la finesse d'un voilier est son aptitude à remonter au vent.
Bien que proche, la notion de finesse, existe donc sous plusieurs formes :
- travail en finesse de la voile, ou réglage optimale du marin de la voile au près,
- finesse de la voilure, ou rapport Fp/Fc,
- finesse d'un voilier, ou capacité du bateau à remonter au vent,
- finesse de la voile, ou pente de la polaire.

### Puissance

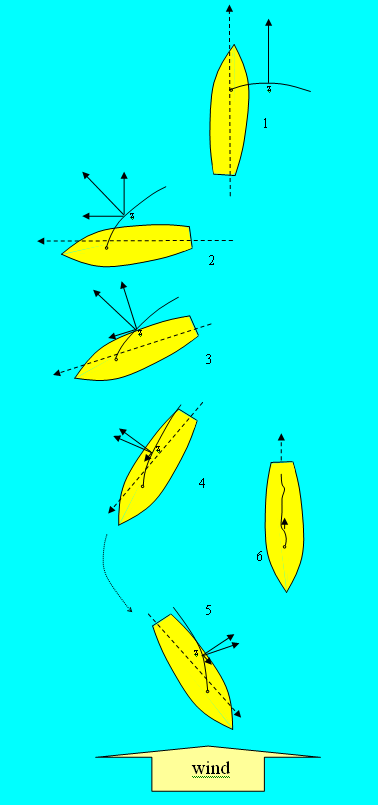
Décomposition de l'effort vélique suivant l'axe de gîte et l'axe principal à différente allure

Au portant, l'effort vélique tend de plus en plus à faire tanguer (basculer vers l'avant) le voilier. Pour une même assiette (inclinaison) (carène non sphérique bien sûr), l'effort vélique à appliquer est bien plus important suivant l'axe de tangage que de l'axe de gîte. Il en résulte que Fc et bien plus important au portant.
Le vent apparent forme un angle avec l'axe du navire et la corde de la voile ne correspond pas à l'axe du navire. Concrètement au portant cela signifie que :
- une grande partie de la traînée de la voile participe à l'avancement du navire
- l'autre partie de la traînée de la voile participe à la gîte du navire
- une grande partie de la portance de la voile participe à ralentir le navire,
- l'autre partie de la portance de la voile participe à la gîte du navire[72].

Donc en fonction de l'allure (angle du vent apparent par rapport à l'axe du navire) le réglage optimum ne situe pas au même endroit et c'est la traînée de la voile qui fait avancer le navire. Le navigateur sélectionne donc parmi les profils possibles que peut prendre la voile, les profils offrant un maximum de traînée.
L'assiette (ou gîte) n'est plus vraiment un gros problème diminuant drastiquement la vitesse du voilier. La finesse n'est plus un facteur sélectif du bon profil à appliquer. Le facteur prépondérant est donc de chercher le profil de voile donnant le maximum de poussée (ici au portant la traînée). Dans le cas où il est recherché un maximum de poussée sans se soucier de la finesse, on dit que la voile travaille en "puissance".
Maximiser la puissance ou maximiser l'effort propulsif est équivalent.
La puissance d'un voilier (et non plus la puissance au sens physique) est définie comme son moment de redressement,.
Mais l'optimisation de la puissance au sens moment de redressement revient à maximiser la puissance au sens physique du voilier, donc augmenter finalement la vitesse maximale possible du voilier.
Les polaires "puissances" ont un effort propulsif maximal supérieur aux polaires "finesses". La polaire de voile donnant le maximum de traînée est pour un creux situé en arrière de la voile. Contrairement au réglage optimum au près, il n'y a pas de chute brutale de la poussée si le creux est réglé un peu trop loin. Le réglage de la voile est donc plus large, plus tolérant.
La puissance de la voile dépend quasi uniquement de la partie de l'effort vélique contribuant à l'avancement du navire (suivant l'axe de vitesse du navire ou route fond), la puissance par abus est assimilée à la partie de l'effort vélique contribuant à l'avancement du navire. Donc attention, la puissance est déterminée grâce à la polaire de la voile. Les polaires sont indépendantes de la vitesse du vent apparent ; or la gîte n'intervient sur la voile que sur le paramètre vitesse, par conséquent la gîte n'est pas prise en compte dans les polaires de voile (idem pour la finesse d'une polaire de voile). La prochaine phrase compte tenu des définitions précédentes de finesse et puissance n'est pas contradictoire. Au près, le profil de maximum de puissance n'est pas le profil de maximum de finesse. Un réglage "puissance" engendre trop de gîte au près, erreur assez classique.
Bien que proche, la notion de puissance (la gîte non prise en considération), existe sous plusieurs formes :
- le point de la polaire d'un profil quelconque ou la partie de l'effort vélique contribuant à l'avancement du navire est maximale ;
- la meilleure des polaires (donc le meilleur des profils) pour une allure donnée, donnant un effort propulsif (la partie de l'effort vélique contribuant à l'avancement du navire) maximum ;
- le moment de redressement du voilier.

## Cas de plusieurs voiles: résolution multidimensionnelle du problème
Un bateau est rarement gréé d'une seule voile. La méthode précédente pour estimer la poussée vélique de chaque voile ne sera plus valable mais restera une bonne approximation.
Les voiles sont souvent proches les unes des autres. Elles s'influencent mutuellement. Dans le cas d'un voilier gréé en sloop, la voile de proue (génois) va modifier le flux d'air arrivant sur la voile à corne. Le génois peut déventer la voile à corne, comme la voile à corne peut empêcher le flux d'air du génois de « sortir ».
La condition d'un fluide stable constant et uniforme, nécessaire aux tables donnant le coefficient aérodynamique n'est plus respecté.
L'effet cumulatif de plusieurs voiles sur un bateau peut être aussi bien positif que négatif. Il est bien connu qu'à surface de voile totale identique, deux voiles bien réglées sont plus efficaces qu'une seule bien réglée. Deux voiles peuvent augmenter la poussée vélique de 20 %. Seul un modèle à deux dimensions, modélise et explique le phénomène.
Cette section Cas de plusieurs voiles se penchera sur les équations de la thermodynamique permettant de calculer l'effort du vent sur une voile pour une voile rigide suivant une approche Eulérienne. L’aéroélasticité n'est donc pas abordée dans cette section.

### Équations d'Euler
La voile est plongée dans l'air. Le but est de déterminer en tout point de l'espace la vitesse (ou la distribution de vitesse).

#### Description eulérienne
La vitesse est la dérivée par rapport au temps de la position de la particule dans l'espace. L'approche classique décrit le comportement d'une parcelle d'air. L'observateur est placé sur une parcelle d'air, en mouvement. Le mouvement de la parcelle est décrit par sa positon en fonction du temps : {\displaystyle {\vec {molecule}}={\vec {molecule}}(t)}
d'où
{\displaystyle {\vec {V}}={\vec {V}}({\vec {molecule}})={\vec {V}}(t)}
Une approche eulérienne est choisie, c'est-à-dire l'observateur est à une position fixe dans l'espace.
L'approche d'Euler est de décrire ce qui se passe, en un point précis de l'espace.
Comme il y a de l'air dans chaque point de l'espace, chaque point de l'espace décrit le comportement de l'air en ce point. Cependant à ce point précis de l'espace, les parcelles ne font que passer. À chaque instant "t", ce n'est donc jamais la même parcelle d'air qui est décrite.
La position fixe de l'espace est : {\displaystyle {\vec {OM}}}
{\displaystyle {\frac {\mathrm {d} {\vec {OM}}}{\mathrm {d} t}}={\vec {U}}({\vec {OM}},t)}
avec {\displaystyle {\vec {OM}}(t=0)={\vec {OM}}_{0}}
Quand la parcelle passe par le point {\displaystyle {\vec {OM}}}, donc à t=0
{\displaystyle {\vec {U}}({\vec {OM}}_{0},0)={\vec {V}}(0)}
Donc donner la valeur de la vitesse de chaque parcelle d'air de l'espace est exactement équivalent à donner la valeur de la vitesse en chaque point de l'espace.
Ce changement de point vue, modifie toutes les équations habituelles. Le calcul de l'accélération suivant le point de vue Eulérien est le suivant :
{\displaystyle {\vec {\gamma }}={\frac {d^{2}{\vec {OM}}}{dt^{2}}}={\frac {d{\vec {\frac {d{\vec {OM}}}{dt}}}}{dt}}={\frac {d{\vec {U}}({\vec {OM}},t)}{dt}}={\frac {d{\vec {U}}({\vec {OM(t)}},t)}{dt}}={\frac {\partial {\vec {U}}}{\partial t}}+{\frac {d{\vec {OM}}}{dt}}.grad({\vec {U}})}
{\displaystyle {\vec {\gamma }}={\frac {\partial {\vec {U}}}{\partial t}}+{\vec {U}}.grad({\vec {U}})}
Suivant d'autres notations :
{\displaystyle {\vec {\gamma }}={\frac {d{\vec {U}}}{dt}}={\frac {\partial {\vec {U}}}{\partial t}}+\left({\vec {U}}.{\vec {\nabla }}\right){\vec {U}}={\frac {\partial {\vec {U}}}{\partial t}}+{\overrightarrow {\nabla }}\cdot \left({\vec {U}}\otimes {\vec {U}}\right)}

#### Les équations finales
Les équations de la conservation de la quantité de mouvement, de la conservation de la masse, et de la conservation de l'énergie forment le système des équations d'Euler qui régissent les écoulements :
Dans ces équations :
- {\displaystyle t} représente le temps (unité SI : s );
- {\displaystyle \rho } désigne la masse volumique du fluide (unité SI : kg m−3) ;
- {\displaystyle {\vec {U}}} désigne la vitesse eulérienne d'une particule fluide (unité SI : m s−1) ;
- {\displaystyle p} désigne la pression (unité SI : Pa) ;
- {\displaystyle {\overrightarrow {\overrightarrow {\tau }}}} est le tenseur des contraintes visqueuses (unité SI : Pa) (voir Rhéologie);
- {\displaystyle {\vec {f}}} désigne la résultante des forces massiques s'exerçant dans le fluide (unité SI : N kg−1) ;
- {\displaystyle e} est l'énergie totale par unité de masse (unité SI : J kg−1) ;
- {\displaystyle {\vec {\dot {q}}}} est le flux de chaleur perdu par conduction thermique (unité SI : J m−2 s−1) ;
- {\displaystyle r} représente la perte de chaleur volumique due au rayonnement (unité SI : J m−3 s−1).

Le système des trois équations précédentes n'est pas encore résoluble. Il y a encore trop d'inconnues : {\displaystyle e}, {\displaystyle {\vec {\dot {q}}}}, {\displaystyle {\overrightarrow {\overrightarrow {\tau }}}}, {\displaystyle {\vec {f}}}, {\displaystyle r}. Il faudra rajouter des équations comme l'équation d'état du fluide.

### Équations complémentaires
Les équations complémentaires vont permettre d'établir un ensemble d'équations résolubles. Certaines équations ont été simplifiées, des effets ont été négligés.
Les équations complémentaires sont :
- l'air ne rayonne pas significativement : {\displaystyle \;r=0}
- De même l'air ne s'échauffe quasiment pas (adiabatique) {\displaystyle {\vec {\dot {q}}}=\;{\vec {0}}}
- les forces externes sont négligées ou nulles : pas de gravité, pas de force électromagnétique... {\displaystyle \;{\vec {f}}={\vec {0}}}
- Comme pour les solides avec la Loi de Hooke, l'hypothèse de Newton est appliquée aux fluides : relation de proportionnalité entre tenseur des contraintes visqueuses et tenseur des taux de déformation. {\displaystyle {\overrightarrow {\overrightarrow {\tau }}}} a donc la forme suivante :

{\displaystyle {\overrightarrow {\overrightarrow {\tau }}}=\mu \left[\left({\overrightarrow {\nabla }}\otimes {\vec {U}}\right)+\left({\overrightarrow {\nabla }}\otimes {\vec {U}}\right)^{transpose}\right]+\eta \left({\overrightarrow {\nabla }}\cdot {\vec {U}}\right)\;{\overrightarrow {\overrightarrow {I}}}}
- Pour l'équation de l'énergie, la viscosité est négligeable {\displaystyle {\overrightarrow {\overrightarrow {\tau }}}=0} et l'air est considéré comme un gaz parfait.

Un gaz est parfait lorsque : {\displaystyle \;pVol=NRT} avec
- p est la pression du gaz (en pascals) ;
- Vol est le volume occupé par le gaz (en mètres cubes) ;
- N est le nombre de particules, la quantité de matière est en moles
- R est la constante universelle des gaz parfaits, R = 8,314 472 J K−1 ·mol−1
- T est la température absolue (en kelvins).

L'énergie interne suit alors la relation {\displaystyle \;Ei={\frac {1}{\gamma -1}}{\frac {p}{\rho }}} avec :{\displaystyle \;\gamma =C_{p}/C_{v},\,R=C_{p}-C_{v}}
Comme l'énergie cinétique {\displaystyle \;Ec={\frac {1}{2}}\times \rho \times U^{2}} et l'énergie potentielle : {\displaystyle \;Ep=\rho \ g\times z}, l'énergie totale {\displaystyle \;E}, est entièrement déterminée. L'équation d'énergie dépend des variables {\displaystyle \ \rho \ U\ p}. Si {\displaystyle \;\rho } est constante, alors l'équation d'énergie est une équation superflue et donc peut être éliminée du système d'équation à résoudre.

### Domaine
L'espace dans lequel est plongée la voile est nommé domaine. Le domaine est l'univers entier (infini) ou une partie de l'espace (fini). Pour un domaine fini, les dimensions de ce domaine doivent être appropriées. Le vent doit pouvoir se perturber tranquillement autour de la voile. Un domaine d'au moins trois à quatre fois la dimension de la voile est un minimum. La voile est positionnée, bien entendu, dans le domaine, et plutôt au milieu du domaine pour éviter des effets de bord. Évidemment, la voile a plus ou moins d'incidence par rapport au vent.
Le domaine fini est souvent employé en simulation (résolution numérique) et en essais (soufflerie). Le rectangle (en deux dimensions) et le parallélépipède rectangle (en trois dimensions) sont souvent choisis en résolution numérique.

### Conditions aux limites
Le cas de notre modélisation est représenté par les conditions suivantes :
- le vent

la vitesse aux bornes d'entrée du domaine en amont de la voile est constante et non nulle {\displaystyle \;{\vec {U}}={\vec {Va}}}
- présence d'une ou plusieurs voiles soit la condition

la vitesse est nulle sur la voile {\displaystyle \;{\vec {U_{voile-air}}}=\;{\vec {0}}} avec {\displaystyle {\vec {U_{voile-air}}}={\vec {U}}+{\vec {U_{voile-mer}}}}.
Si la voile est fixe {\displaystyle \;{\vec {U}}=\;{\vec {0}}}.
- en aval, très loin de la voile, la voile n'a plus d'effet ou d'influence sur le fluide

contrainte nulle aux sorties des bords du domaine en aval de la voile {\displaystyle {\overrightarrow {\overrightarrow {\tau }}}=0}
Dans les résolutions classiques, il est considéré la voile comme rigide et à vitesse constante.
Le gréement, les œuvres mortes et superstructure peuvent aussi être incluses, et sont considérés comme rigides et évoluant à la même à vitesse constante que les voiles.
De même la mer peut être ajoutée mais considérée comme plate.
Les conditions sont :
- {\displaystyle \;{\vec {U_{voile-sol}}}=\;{\vec {Constant}}={\vec {U_{greement-sol}}}={\vec {U_{oeuvremorte-sol}}}...},
- {\displaystyle \;mer_{x}=mer_{y}=0}.

Une voile est toujours un peu élastique. Cette élasticité amène à des phénomènes appelés Aéroélasticité, le plus connu du marin étant le faseillement. C'est-à-dire que le profil de la voile n'est plus fixe mais devient une variable elle aussi à résoudre. Pour le lecteur intéressé par ces phénomènes il pourra se reporter à l'article suivant :

### Simplification
Les équations à résoudre sont trop complexes pour nos ordinateurs actuels. Il faut les simplifier.
Les simplifications généralement faites sont :
- Comme la vitesse du vent est très inférieure à la vitesse du son (Nombre de Mach), l'air ne se comprime quasiment pas {\displaystyle \;\rho =Constante}
- L'écoulement est stationnaire {\displaystyle {\frac {\partial {\vec {U}}}{\partial t}}=0}[Note 41]
- La simplification la plus importante : la voile est considérée comme rigide[Note 42],[118]

Cela va aider à la résolution de l'équations de Navier-Stokes. Les équations restantes simplifiées sont :
- équation de la conservation de la masse {\displaystyle {\overrightarrow {\nabla }}\cdot ({\vec {U}})=0}

donc {\displaystyle {\overrightarrow {\overrightarrow {\tau }}}=\mu \left[\left({\overrightarrow {\nabla }}\otimes {\vec {U}}\right)+\left({\overrightarrow {\nabla }}\otimes {\vec {U}}\right)^{transpose}\right]+0}
- équation de la conservation de la quantité de mouvement {\displaystyle \rho {\vec {U}}\cdot ({\overrightarrow {\nabla }}{\vec {U}})=-{\overrightarrow {\nabla }}p+\mu \nabla ^{2}{\vec {U}}}
- les conditions aux limites

#### Nombre de Reynolds
Procédons aux changements des variables suivantes :
{\displaystyle \;x'={\frac {x}{B}}\ ,\ y'={\frac {y}{B}}\ ,\ z'={\frac {z}{B}}}
{\displaystyle \;U'={\frac {U}{Va}}}
{\displaystyle \;p'={\frac {p}{\rho \times Va^{2}}}}
avec
{\displaystyle \;B} la longueur de la bordure de la voile
{\displaystyle \;Va} vent apparent ou vent à l'infini (ou bord amont du domaine)
L'équation de la conservation de la quantité de mouvement devient : {\displaystyle {\vec {U'}}\cdot ({\overrightarrow {\nabla }}{\vec {U'}})=-{\overrightarrow {\nabla }}p'+{\frac {\mu }{\rho \times Va\times B}}\nabla ^{2}{\vec {U'}}}
{\displaystyle \;Re={\frac {\rho \times Va\times B}{\mu }}} est appelé nombre de Reynolds. Cette transformation démontre qu'à nombre de Reynolds identique le comportement de la voile est identique.
Le nombre de Reynolds est le rapport entre les forces d'inerties et les forces de viscosités.
d'où
Les performances (la traînée, portance, finesse…) ne sont pas liées à la taille de la voile. Les performances d'une voile sont identiques au facteur d'échelle près à la même voile de dimension réduite (voire de la taille d'une voile de bateau de modélisme), du moment que les nombres de Reynolds sont identiques dans les deux cas. Conséquence pratique de cette caractéristique de l'équation de Navier-stokes, il n'est pas besoin de faire des essais sur une voile grandeur nature, mais l'essai peut être fait sur un modèle réduit de la voile, par conséquent la soufflerie nécessaire sera de dimension bien plus modeste donc finalement des essais bien moins couteux.
Le nombre de Reynolds est pour une voile ce qu'est le nombre de Froude pour une carène.

### Résolution
Il suffit de résoudre l'équation de mouvement. La vitesse en tout point du domaine est résolue. Ce résultat permettra de calculer, grâce à l'équation de mouvement, la pression en tout point. L'énergie est ensuite facilement calculée.
La résolution d'équation aussi complexe n'a pas encore de solution analytique (Problèmes du prix du millénaire). Par contre, grâce aux ordinateurs, des valeurs numériques sont calculables. Les logiciels résolvant des équations différentielles reposent souvent sur la méthode des éléments finis. C'est une méthode qui donne une solution numérique approchante de l'équation. Le domaine est découpé en petits morceaux (discrétisation). L'équation est "résolue" pour chaque morceau. Un morceau doit être petit par rapport aux dimensions de la voile pour être réaliste. Plus le nombre de morceaux est élevé plus le résultat est précis.
De même plus le domaine est grand par rapport aux dimensions de la voile plus la modélisation est réaliste.
Des morceaux petits et un grand domaine font exploser les temps de calcul.
Les logiciels arrivent à trouver des solutions numériques pour une modélisation en deux dimensions. Par contre en trois dimensions, les logiciels ont du mal à converger vers une solution, il y a trop de turbulences qui déstabilisent la résolution numérique.

#### Origine de la difficulté de résolution
Le paradoxe de D'Alembert, exprime simplement que sans viscosité, il n'y a pas de portance,. La viscosité est un élément du second ordre, c'est-à-dire que le second ordre n'est plus négligeable aisément. La rugosité des parois par exemple n'est plus sans influence. Or, introduire la viscosité introduit le phénomène de tourbillon ou turbulence. Les turbulences sont des phénomènes très instables.

Simulation du détachement tourbillonnaire dans le sillage d'un cylindre carré

Si les remarques précédentes sont valables aussi pour une aile d'avion, le cas de la voile est plus compliqué. Une voile est souple.

#### Couche limite
La forme générale (ou distribution de vitesse) de l'écoulement est due à la présence de la voile. L'air suit plus ou moins bien le profil. Mais la viscosité complique beaucoup l'écoulement. En 1904, Ludwig Prandtl expliqua néanmoins que la viscosité d'un fluide joue seulement un rôle dans une zone proche de la paroi. Dans cette zone proche de la paroi (ou l'équation de Bernoulli n'est plus honorée), la vitesse de l'air, nulle sur la voile, passe rapidement à une valeur où l'équation de Bernoulli est à nouveau honorée,,.
Cette zone où la viscosité est prépondérante est appelée couche limite. L'écoulement se trouve ainsi divisé en deux régions. La première, à l'extérieur, est la région où l'écoulement du fluide n'est pas affecté par la viscosité (la majorité de l'espace), l'autre région, proche des surfaces, est la région où la viscosité joue un rôle important (la "couche limite"). Cette couche limite est donc le volume de l'espace autour de la voile délimitée par :
- La surface de la voile où {\displaystyle {\vec {U}}=0}
- Le lieu des points où la vitesse n'est plus ralentie du fait de la viscosité de l'air (mais où elle est variable du fait de l'écoulement, et où elle est justiciable de l'équation de Bernoulli). Dans la pratique, ce critère est ramené à {\displaystyle {\vec {U}}=0{,}99\times V_{ext}}, {\displaystyle V_{ext}} étant la vitesse à l'extérieur de la couche limite[126].

Au bord d'attaque de la voile (ou guindant) les vitesses évoluent très rapidement ; dans les calculs numériques, la discrétisation autour de ce bord d'attaque devra donc être serrée pour donner des résultats réalistes.
Autres conséquences, en appliquant une approximation par analyse d'échelle à chaque région, les équations régissant l'écoulement du vent dans le domaine peuvent être simplifiées. La couche limite a son propre jeu d'équations simplifiées à résoudre, diffèrent du jeu d'équations simplifiées du reste du domaine. Cette méthode est un moyen de contourner l'insolvabilité analytique actuelle des équations de équations de Navier-Stokes.
De facto, en dehors de la couche limite, l'écoulement est stationnaire {\displaystyle {\frac {\partial {\vec {U}}}{\partial t}}=0} et l'analyse d'échelle confirme bien l'hypothèse simplificatrice que l'air peut être considéré comme incompressible ( {\displaystyle \;\rho =Constante}).
De facto, les phénomènes in-stationnaires (turbulence) sont exclusivement dans la couche limite. Modéliser la couche limite c'est modéliser les turbulences.
Un point est épineux : l'épaisseur de la couche limite. Elle est difficilement maîtrisée. Il faut d'ailleurs noter qu'il existe deux états de la couche limite : l'état laminaire et l'état turbulent (cet état turbulent de la couche limite ne déclenchant pas forcément la turbulence de l'écoulement extérieur (c'est même souvent l'inverse, c.-à-d. que l'écoulement est moins turbulent -parfois beaucoup moins- lorsque la couche limite est turbulente)(voir à ce sujet l'article crise de traînée de la sphère et du cylindre), les éléments déclenchant de la transition de la couche limite d'un régime à l'autre étant le nombre de Reynolds et certaines particularités des corps -formes et rugosité-). On peut aussi noter que la couche limite se fait plus épaisse lorsqu'elle passe du régime laminaire au régime turbulent et moins épaisse à mesure que croît de nombre de Reynolds.
Dans les méthodes de résolution actuelles, la dimension de la couche limite est arbitrairement définie par le praticien suivant l'expérience. Comme le phénomène n'est pas bien compris, le praticien peut faire de grosses approximations, et alors la dimension de la couche limite ne correspond pas à la réalité physique.

#### Évolution de la couche limite

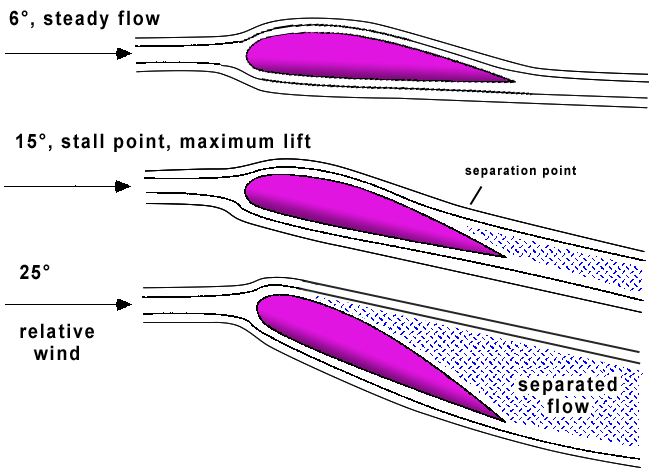
Formation d'une « zone morte ».

À faible nombre de Reynolds, les efforts visqueux sont prépondérants. L'air est collé à la voile, la couche limite est petite. L'écoulement est laminaire.
À nombre de Reynolds élevé, les efforts d'inertie sont prépondérants, donc l'effet visqueux est petit. C'est-à-dire que l'air une fois lancé, a une forte tendance à continuer de se déplacer en ligne droite. L'air n'est dévié que lorsqu'il rencontre une masse solide : la voile. L'air ne colle plus à la face sous le vent, l'air est décollé. Le volume de la couche limite est énorme. L'écoulement est turbulent,.
La zone où l'air est décollé, est appelée zone morte. La zone morte diminue d'autant la zone où l'effet de portance s'applique. En vent arrière, c'est toute la face sous le vent qui est décollée, et donc qui n'a quasiment plus d'effet propulsif.

#### Théorie et approche plus simple
Le domaine est donc divisé en deux parties : la couche limite et le reste du domaine. Des théories et approches ont essayé de contourner la difficulté de résolution analytique actuelle ou de sa résolution numérique demandant beaucoup trop de puissance de calcul.

##### Théorie en dehors de la couche limite
Généralement, ces théories considèrent que la viscosité n'a plus d'effet. La viscosité est donc supprimée dans ces théories.
Des simplifications et approximations sont faites, deux théories ressortent, elles sont :
- la théorie des profils minces[129],[130],[131].
- la théorie des écoulements à potentiel de vitesse, plus complexe que la précédente

Pour une voile, ces théories ne s'appliquent que pour de faibles incidences, c'est-à-dire qu'il n'y a pas de turbulences. La théorie décrit le comportement au portant mais pas une voile en vent arrière. La voile est quasiment toujours considérée comme rigide pour alléger le calcul.

##### Théorie de la couche limite
Généralement les équations de Navier-Stokes sont simplifiées par les équations de Ludwig Prandtl, qui elles sont un peu plus résolubles tout en maintenant une grande partie de l'effet turbulent,,,. En créant la notion de deux régions dans le domaine, la couche limite (ou la zone où la viscosité se fait sentir) et le reste du domaine (la majorité du domaine), et en simplifiant un peu les équations (on passe d'équation différentielle elliptique à parabolique), les équations ainsi simplifiées deviennent résolubles (voir l'article sur la couche limite).
Comprendre la couche limite c'est aussi comprendre les turbulences. Des approches plus complexes essayent de modéliser les turbulences. Cela fait des siècles que les turbulences sont étudiées pour les comprendre. Certaines approches ne se contentent pas de modéliser que la couche limite, mais elles s'appliquent à tout le domaine. Les approches peuvent aussi bien être numériques qu'analytiques.
De même, les voiles sont considérées comme rigides, pour alléger le calcul. Il n'est pas rare de voir que le praticien utilise pour la résolution du problème un jeu d'équations spécifiques pour la couche limite et un autre jeu d'équations pour le reste du domaine. Le praticien doit être attentif aux conditions permettant la transition d'un jeu d'équations à l'autre, c'est-à-dire les conditions aux limites concernant le bord de la couche limite.

### Profil de la voile
Une voile est généralement souple, rares sont les voiles rigides comme les turbovoile. La voile n'est pas un simple morceau de tissu, une voile plane a de faibles performances au près, c'est-à-dire peu d'effet de portance. L'enjeu est de définir une forme de voile (ou profil) permettant les meilleures performances, c'est-à-dire la meilleure portance suivant les conditions de mer et de vent. Le poids de la voile intervient aussi pour des questions de stabilité de navire mais pas de performances aérodynamiques. La contre partie de la recherche de l'utilisation de peu de matière pour faire une voile est que cette matière est fortement sollicitée et vieillit donc vite. En vieillissant, le matériau à voile n'ayant plus ses caractéristiques physiques initiales, allongement, rigidité, etc. apparaissent.

#### Voile rigide
Une voile dite "rigide" peut avoir un seul profil ou plusieurs profils en série (aile + un ou deux volets orientables) comme ceux des catamarans de la classe C. Beaucoup d'études ont été faites sur les profils rigides. Les plus connues étant les études menées par la NASA (ex NACA), dont les profils sont bien connus.
Si le choix du profil est bien maitrisé dans le cas d'une voile rigide, le cas d'une voile souple est encore très mal maîtrisé et repose principalement sur des tests en situation réelle (ou en soufflerie) et/ou le savoir-faire des voileries. Il suffit de se rapporter aux paragraphes précédents pour constater les limites de nos savoirs et maîtrises actuels sur le sujet. Le calcul analytique commence à peine à comprendre les profils rigides.

#### Voile souple
La voile souple concerne la majorité des cas. La souplesse est un avantage mais présente quelques inconvénients. Une fois le vent établi et la voile bien réglé, la voile prend le profil prévu par le fabricant,. La voile est constituée d'un assemblage de tissus plus au moins sophistiqué. Pour assurer un profil conforme au profil désiré par la voilerie, la voilerie rigidifie le profil grâce aux lattes. Par définition le tissu est un matériau fin, donc avec peu de matière. La matière sous l'effort du vent va se tendre et donc s'allonger. Si la matière s'allonge le profil de la voile va changer. Actuellement les voileries recherchent des tissus (Mylar, carbone, kevlar, vectran...) le moins élastique possible.
La souplesse et l'élasticité des matériaux sont à la fois un gros problème et un gros avantage.

##### Problème
Les profils de voile sont dessinés par ordinateur, et simulés par ordinateur, bien sûr, un essai en soufflerie est la meilleure solution, mais demande beaucoup de temps et est onéreux. Le problème de la souplesse de la voile et des autres éléments (haubans, mât, bouts) est que la forme désirée de la voile n'est pas respectée, la voile se déforme constamment sous l'action variable du vent. Donc le profil n'a pas les performances prévues. Des zones mortes (zones de recirculation) peuvent apparaître, diminuant d'autant la performance de la voile.

##### Avantage
Un profil est adapté à une condition de vent ou vitesse du vent. Le profil optimum par un petit temps n'est pas le profil optimum par gros temps. Par petit temps, il y a peu de vagues donc la vitesse du bateau est uniforme, par conséquent le vent apparent est stable. Par plus gros temps le bateau butte contre les vagues, le vent s'établit en rafales. Par conséquent le vent apparent est très changeant. Le cas idéal serait que le profil de la voile évolue suivant les conditions météorologiques, c'est-à-dire suivant la vitesse du vent apparent. Grâce à la souplesse du tissu, la voile peut changer de forme. Grâce à cela les voileries conçoivent des voiles qui changent de forme suivant la force du vent. C'est le cas des voiles double-profil utilisées en planche à voile.

#### Conception du profil
Le choix et la conception du profil est une méthode itérative. Cette approche se nomme VPP (Vélocity Prediction Program),,. Cette méthode est composée de cinq phases. Chaque phase fera de la part de la voilerie une étude plus ou moins détaillée. La méthode est bien sûr à adapter pour un nouveau jeu de voile sur un voilier existant.
La première phase est le choix du gréement (en dehors du champ de cet article).
La deuxième phase, est le choix d'une condition de marche du bateau :
- allure
- vitesse du vent

La troisième phase est le choix
- d'un ou plusieurs profils[148]
- et les paramètres à optimiser.

Considérons un voilier au près, le choix d'un profil de départ pourrait être un des profils NACA 0009 à 0018. La vitesse du vent apparent va permettre de prendre le profil NACA avec le plus fort coefficient de portance.
Mais la vitesse du vent apparent dépend de la vitesse du bateau. La vitesse du bateau dépend des efforts des voiles et du profil de la carène (résistance à l'avancement et la gîte du bateau).
Bien sur le profil NACA sera vrillé pour avoir un profil à incidence constante (voir paragraphe précèdent). Il est également choisi une forme ou des formes possibles de la chute, c'est-à-dire l'emploi ou pas, de latte, en vue de réduire la traînée incidente. Il faut aussi se poser la question :
L'optimisation porte sur chaque voile ou sur le jeu de voile complet. D'autres paramètres peuvent être pris en compte comme :
- l'élasticité de la voile,
- l'évolution du coefficient de portance suivant l'incidence,
- le lieu du point vélique qui crée de la gîte,
- la stabilité de la performance de la voile malgré la variation des conditions par exemple le vent (vitesse et direction)
- suivant les raffinements du programme le gréement ainsi que la partie hydrodynamique peut être partiellement inclus dans l'optimisation. C'est-à-dire prendre en compte les interactions du gréement sur la voile. La déformation du gréement suivant les efforts de la voile déforment à leur tour la voile.

La question du niveau de précision de calcul de l'écoulement de l'air autour de la voile est une question à se poser (Théorie des profils minces ou Théorie des écoulements à potentiel de vitesse ou Modélisation des turbulences).
La quatrième phase est l'optimisation par calcul. Cette phase repose sur des logiciels. Ces logiciels sont appelés VPP,,,. Ces logiciels ne prennent en compte qu'une partie de la réalité pour définir la voile, le voilier dont le gréement et les conditions de vent et de mer. Ils prennent donc qu'une partie des paramètres possibles, néanmoins certains logiciels arrivent à prendre en compte plusieurs dizaines de paramètres. Il faut distinguer deux parties :
- la partie calcul (aérodynamique, hydrodynamique...)
- la partie optimisation

La partie calcul consiste à calculer l'écoulement de l'air sur le profil, c'est-à-dire la distribution de vitesse. Ce calcul est mené pour différents profils. Sur ce point précis, le VPP peut faire appel à des logiciels spécialisés :
- les logiciels de dynamique des fluides ou CFD (Computer Fluid Dynamics)
- les logiciels de calcul par élément fini ou FEA (finite element analysis).

Les résultats de calcul sont ensuite injectés dans le logiciel VPP. La partie optimisation est souvent itérative. Le logiciel est capable d'optimiser un ou plusieurs paramètres. Pour cela le logiciel a besoin :
- d'un profil de base
- d'une formule itérative.

Par exemple optimisons l'élasticité comme on pourrait le voir dans les voileries. La voile sous vent (donc déformée) doit avoir le profil choisi. C'est-à-dire qu'il y a deux profils :
- le profil sans vent (non déformé)
- le profil avec vent (déformé).

avec l'objectif que le profil avec vent soit identique au profil choisi.
Le problème est qu'il n'y a pas de relation simple entre profil avec vent et sans vent. Donc le profil à construire (profil sans vent) n'est pas connu. Il faut donc calculer les déformations de la voile.
Or la difficulté est que les déformations sont calculées à partir du profil sans vent, et non pas l'inverse.
Pour contourner le problème, la méthode itérative est employée :
- Un profil de base est choisi, puis le logiciel tourne pour calculer la distribution de vitesse, donc les efforts sur la voile donc la déformation de la voile.
- il y a donc une différence entre le profil et le profil déformé.
- grâce à une formule itérative un profil intermédiaire est créé à partir de ces deux profils.
- on recommence le processus, le logiciel tourne pour calculer la distribution de vitesse sur ce profil intermédiaire.

Normalement de profil intermédiaire en profil intermédiaire la voile doit être de plus en plus proche de la solution.
À la fin de cette phase il reste un ensemble restreint de profils candidats.
La cinquième phase est l'étude en soufflerie des profils candidats trouvés. Le calcul est une approche approximative des performances réels (à quelques pour-cent). Le calcul donne un classement des profils suivant les performances. Il faut maintenant s'assurer de la validité de ce classement par des essais en réel (soufflerie) pour choisir le meilleur profil. Les essais en soufflerie coutent très cher. Seule la compétition peut se permettre la recherche de ces derniers pour-cent de performance,.
Concrètement, l'optimisation génère un profil. Ce profil virtuel optimisé va être reproduit dans le réel. Deux approches pour la confection de la voile :
- la méthode 2D, la voile est conçue à partir d'un assemblage de morceaux de tissus plans. Chaque morceau est appelé laize.
- la méthode 3D[159], la voile n'est plus composée de plusieurs morceaux tissés mais la voile est composée d'un seul morceau tissé directement en 3D.

La méthode 3D respecte plus fidèlement le profil. En conséquence, la surface en 3D ne présentera pas de ruptures entre les laizes, la surface sera plus lisse. Donc le flux d'air se décollera moins de la voile, donc moins de zone de recirculation avec une voile 3D que 2D, donc la zone morte est plus faible. Une voile 3D est donc plus efficace.

### Poussée vélique
La résultante de la poussée vélique de toutes les voiles ou poussée vélique totale sera la somme des poussées véliques de chaque voile. Le résultat du calcul donne la vitesse du vent en chaque point de l'espace notée V (= U). Le théorème de Kutta-Jukowski, permet de calculer la poussée vélique d'une voile noté F :
{\displaystyle F=\rho V(\infty )\Gamma }
avec
{\displaystyle \Gamma =\oint _{C}\mathbf {V} \cdot \mathbf {dl} }
{\displaystyle C} un contour très proche de la voile, mais en dehors de la couche limite (zone turbulente)
{\displaystyle V(\infty )} vitesse du vent à l'infini ou autrement dit la vitesse du vent apparent
{\displaystyle \rho } densité à l'infini ou autrement dit la densité de l'air à la pression atmosphérique
La définition du contour est un point délicat. Les équations de Navier-Stokes ne sont pas encore résolubles analytiquement, donc pour les résoudre, il est nécessaire de procéder à des simplifications. Simplifier revient à négliger les facteurs du second ordre, or la portance est directement liée à un paramètre du second ordre, la viscosité. Donc comme la viscosité est généralement négligée loin du contour, il faut un contour proche de la voile, mais pas trop proche.
En effet comme précédemment expliqué, la pression de la face sous le vent rencontre une pression différente de la face au vent à la chute de la voile. Comme la distance à la chute de la voile séparant les deux zones de pression est très faible, la rencontre va être violente et provoquer une turbulence de vitesse extrêmement élevée, en théorie quasi-infinie. Or une vitesse infinie n'est pas intégrable, donc le contour ne doit couper cette turbulence. Le même constat est à faire suivant l'incidence pour la bordure, le guindant, elles génèrent des turbulences. Autrement dit le résultat du calcul de la vitesse en tout point du domaine, se trouvera dans l'une des deux situations :
- le calcul n'a pas entraîné de turbulence, dans ce cas pas de problème ;
- le calcul a entraîné des turbulences, le contour doit alors éviter les zones de forte turbulence. Le contour doit être suffisamment éloigné de la voile, quasiment en dehors de la couche limite.

### Point vélique
De même, la position du point vélique {\displaystyle G} est définie par la relation suivante :
{\displaystyle \int _{\mathcal {C}}{\overrightarrow {GM}}\wedge p(M){\vec {n}}(M)~\mathrm {d} S={\vec {0}}}
avec
{\displaystyle C} contour très proche de la voile
{\displaystyle {\vec {n}}(M)} vecteur normal au contour en M
{\displaystyle p(M)} pression au point M du contour
Pour calculer {\displaystyle p(M)}, à partir de la vitesse, il suffit d'appliquer le théorème de Bernoulli.
Si {\displaystyle p(M)} pression au point M du contour est constant, alors le point G est le centre géométrique de la voile.

### Centre vélique
La résultante de la poussée vélique de toutes les voiles s'applique en un point, que l'on nomme centre vélique. Le centre vélique est défini comme le barycentre des points véliques de chaque voile. Le centre vélique a la même formule que précédemment, sauf que le contour de l'équation précédente englobe non plus une voile mais toutes les voiles.